# Bolet à pied rouge
Neoboletus praestigiator, Neoboletus erythropus, Neoboletus luridiformis
Espèce
Statut de conservation UICN

 LC  : Préoccupation mineure
Neoboletus erythropus, le Bolet à pied rouge, auparavant Boletus erythropus, est une espèce de champignons basidiomycètes, appartenant à la famille des Boletaceae. Commun dans l'hémisphère nord, il pousse dans les bois de feuillus ou de conifères, en été et en automne. Il est caractérisé par son chapeau marron chocolat, son pied rougeâtre ponctué et sa chair fortement bleuissante. C'est un bon comestible une fois cuit, il est toxique cru.

## Taxonomie
Le nom scientifique valide de cette espèce, autrefois Neoboletus luridiformis (Rostk.) Gelardi, Simonini & Vizzini (2014), désormais invalide, fluctue aujourd'hui entre Neoboletus erythropus (Persoon) C. Hahn (2015) et Neoboletus praestigiator (R. Schulz) Svetash., Gelardi, Simonini & Vizzini (2016) selon les mycologues, un consensus entre les deux taxons concernant l'interprétation de l'auteur devant encore se faire. Les auteurs français privilégient Neoboletus erythropus.
L'espèce a été initialement classée dans le genre Boletus sous le basionyme Boletus erythropus Pers..

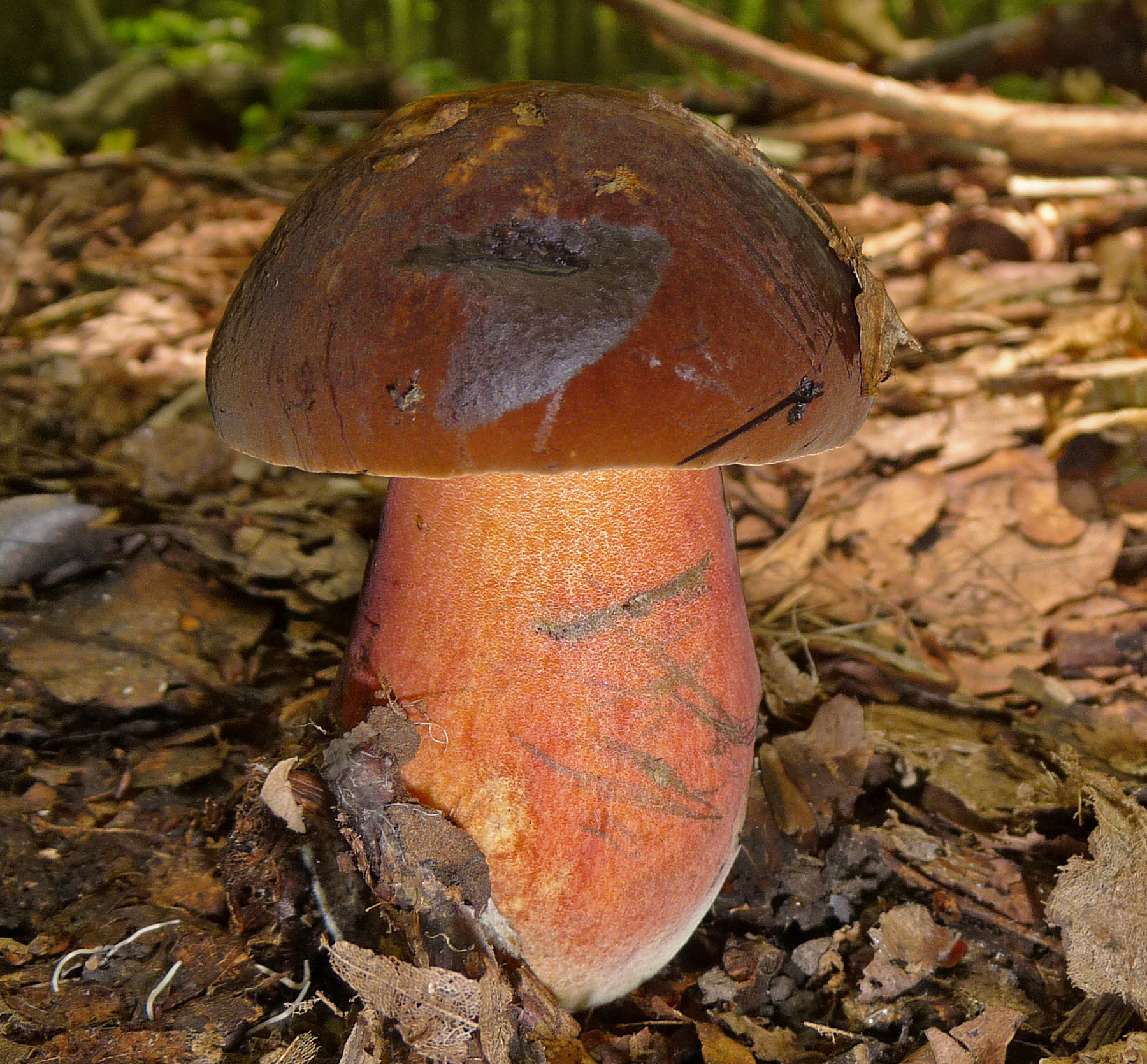
Un sporophore de Bolet à pied rouge en Ukraine.

### Synonymes
Neoboletus erythropus a pour synonymes:
- Boletus erythropus (Fr. ex Fr.) Krombh.[8]
- Boletus erythropus Krombh.[8]
- Boletus erythropus Pers.[8]
- Boletus luridus var. erythropus (Pers.) Fr.[8]
- Boletus luridus var. erythropus Fr.[8]
- Boletus miniatoporus Secr.[8]
- Boletus queletii Schulzer 1885[9]
- Tubiporus erythropus (Fr.) Maire[8]
- Tubiporus erythropus Kallenb.[8]
- Boletus praestigiator R. Schulz[10]

### Phylogénie
Christian Hendrik Persoon décrit Boletus erythropus en 1796. Au cours des 200 ans qui ont suivi, ce nom a été largement utilisé pour désigner cette espèce et qui, en plus d'avoir un pied rouge, possède des pores rouges. On a cependant découvert récemment que le champignon de Persoon avait des pores orange et qu'il s'agissait en fait d'une espèce différente, supposément Suillellus queletii.
En 1844, Friedrich Wilhelm Gottlieb Rostkovius a défini indépendamment l'espèce à pores rouges sous le nom de Boletus luridiformis.
Une analyse phylogénétique publiée en 2013 a montré que N. erythropus et de nombreux autres bolets à pores rouges (mais pas tous) faisaient partie du clade dupainii (nommé d'après Rubroboletus dupainii), bien éloigné du groupe central de Boletus edulis et de ses proches au sein des Boletineae. Il est donc devenu l'espèce type du nouveau genre Neoboletus en 2014.

### Étymologie
L'épithète spécifique du nom Neoboletus erythropus vient du grec ερυθρος (« rouge ») et πους (« pied »), à la réfèrence à la couleur du pied (stipe) de cette espèce. Celle du nom Neoboletus luridiformis marque quant à elle une similitude à Boletus luridus (Maintenant Suillellus luridus), déja connu lors de la création de ce taxon. L'épithète praestigiator est un mot latin qui signifie quant à lui "imposteur" ou "tricheur", allant aussi dans le sens de sa confusion possible avec S. luridus.

### Noms vulgaires et vernaculaires
Ce taxon porte en français les noms vernaculaires ou normalisés suivants : "Bolet à pied rouge" pour la variété nominale, ou quelquefois plus familièrement "pied rouge", en réfèrence à la couleur typique de son stipe et Bolet jonquille pour la variété pseudosulphureus, en réfèrence à la couleur uniforme jaune jonquille de cette variété . 
Le Bolet à pied rouge est également surnommé "la récompense du mycologue" pour ses qualités culinaires connues seulement des initiés, beaucoup de néophytes évitant les bolets bleuissants ou à teintes rouges de par peur de confusion avec une espèce toxique.
Noms vernaculaires dans d'autres langues
- Italien : Boleto piede rosso, Boleto dal Piede Rosso-Ferè, Porcino dal piede rosso. En Lombardie : Farieu. Dans la Garde et en Vénétie : Cambia culùr. Dans le Piémont : Fré. En Émilie : Fröné. En Lunigiana et Garfagnana : Ferrando. En Toscane : Ferrino, Ferrina. En Ombrie : Cambiacolori, Cagnante, Cagnente, Cajente ou Cajente. Dans le Latium : Ferajolo en dialecte romain. En Campanie : Ferrugno. Dans les Pouilles : Ferrigno[20].
- Anglais : Scarletina bolete, Red foot bolete, Dotted stemmed bolete, Dotted stem bolete[21].
- Espagnol : Mataparientes, pie rojo.
- Suédois : Blodsopp.
- Allemand : Flockenstieliger hexenröhrling.
- Basque : Onddo hankagorri.
- Catalan : Mataparent de cama roja[22].

## Description du sporophore

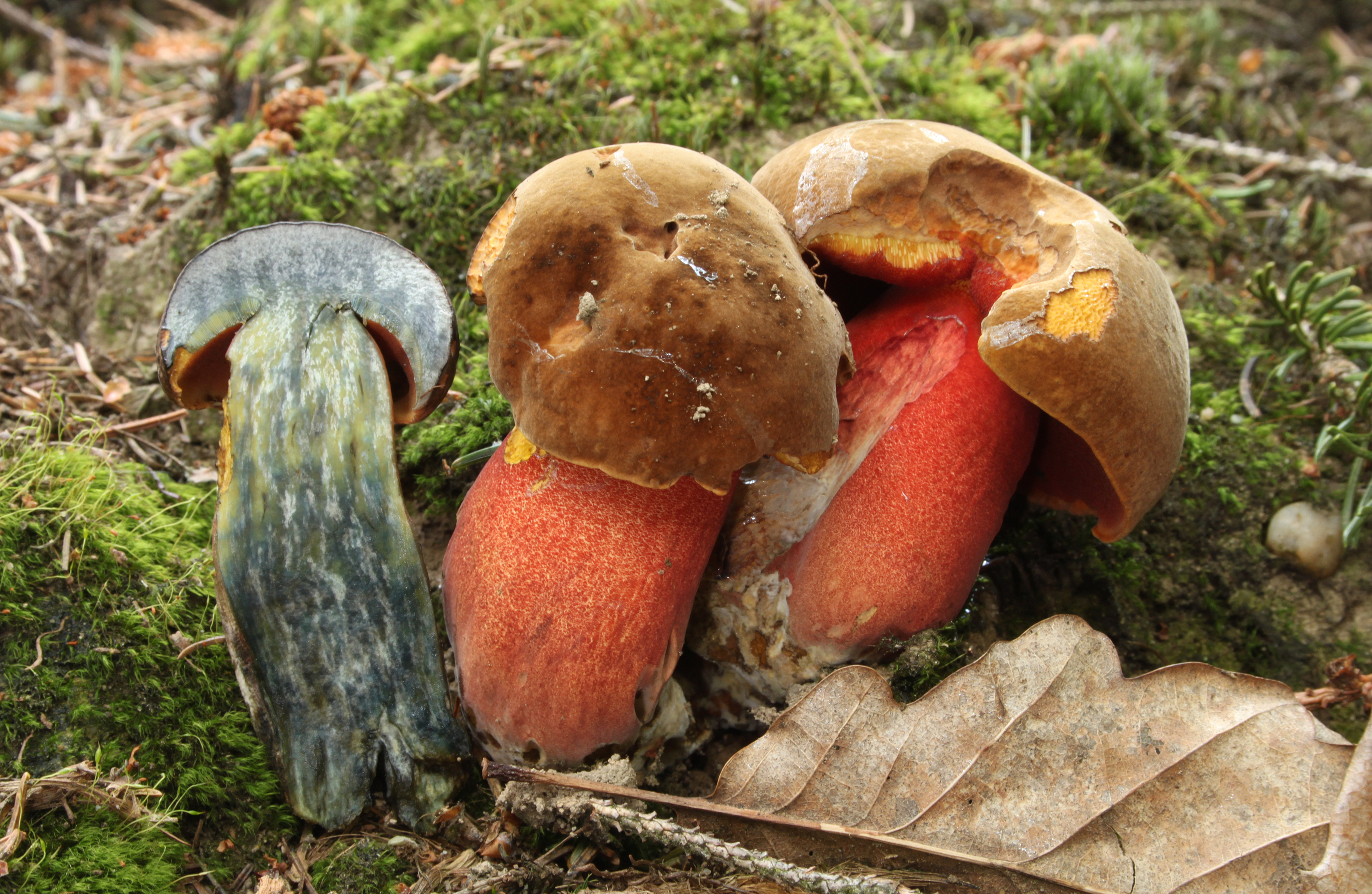
Coupe verticale montrant le bleuissement du Bolet à pied rouge. On observe également les très fines ponctuations recouvrant la surface du pied des deux spécimens entiers.

Les bolets sont des champignons dont l’hyménophore, constitué de tubes et terminés par des pores, se sépare facilement de la chair du chapeau. Ce chapeau d'abord rond, recouvert d'une cuticule, devient convexe à mesure qu’il vieillit. Ils ont un pied (stipe) central assez épais et une chair compacte. Les caractéristiques morphologiques du Bolet à pied rouge sont les suivantes :
Son chapeau mesure de 5 à 20 cm, il est bien en chair, sec et souvent velouté, de couleur sombre, brunâtre, brun chocolat, brun châtain noirâtre, rarement presque noir, parfois brun rougeâtre, plus au moins bleuissant à la pression. Il peut occasionnellement être parsemé de taches ou de marbures brunâtres, ocres à jaunâtres, plus au moins étendues.
L'hyménophore présente des tubes jaunes puis jaune olivâtre, fortement bleuissants, terminés par des pores fins, visibles en regardant sous le chapeau, de couleur rouge sang, rougeâtre, rouge à rouge orangé, fortement bleuissants eux aussi à la coupe ou à la pression. Les pores se décolorent souvent en orange rougeâtre à orangeâtre sur les vieux sporophores, surtout vers le bord du chapeau, ils peuvent cependant aussi prendre cette couleur à des stades antérieurs chez des spécimens décolorés. La sporée est de couleur brun olivâtre.
Son pied (stipe) mesure 5 à 15 cm x 1,5 à 5 cm, d'apparence rougeâtre mais en fait jaune entièrement couvert de fines ponctuations rouge vif persistantes, sans aucun réseau, une ornementation de stipe appelée "ponctuation", c'est un stipe dit "ponctué". Cette ponctuation est une de ses caractéristiques d'identification les plus fiables, les autres espèces lui ressemblant possédant pour la grande partie d'entre elles un stipe orné d'un réseau. Les ponctuations peuvent être plus au moins agglomérées, typiquement résultant en un pied rouge à rougeâtre, mais parfois décoloré partiellement ou entièrement, devenant orangeâtre, jaune brun, brun jaunâtre, ou même crème brunâtre. Très rarement, les ponctuations peuvent s'agglomérer en formant de grossières veines saillantes sur le stipe, surtout sur sa partie supérieure, pour former une sorte de pseudo-réseau. La surface du pied est typiquement bleuissante-salissante à la manipulation.

La chair est de couleur jaune vif, épaisse et très ferme, bleuissant fortement à la coupe, assez uniformément. Le bleuissement s'estompe ensuite graduellement en une à quelques heures jusqu'à ce que la chair reprenne une couleur jaunâtre, ceci peut être étonnant dans les anciennes traces de morsures de limaces ou d'animaux sur les sporophores en forêt, présentant une chair jaune et non pas bleue dans leurs blessures, pourtant exposées à l'air. Son odeur est faiblement fruitée et sa saveur est douce.

Principaux caractères distinctifs
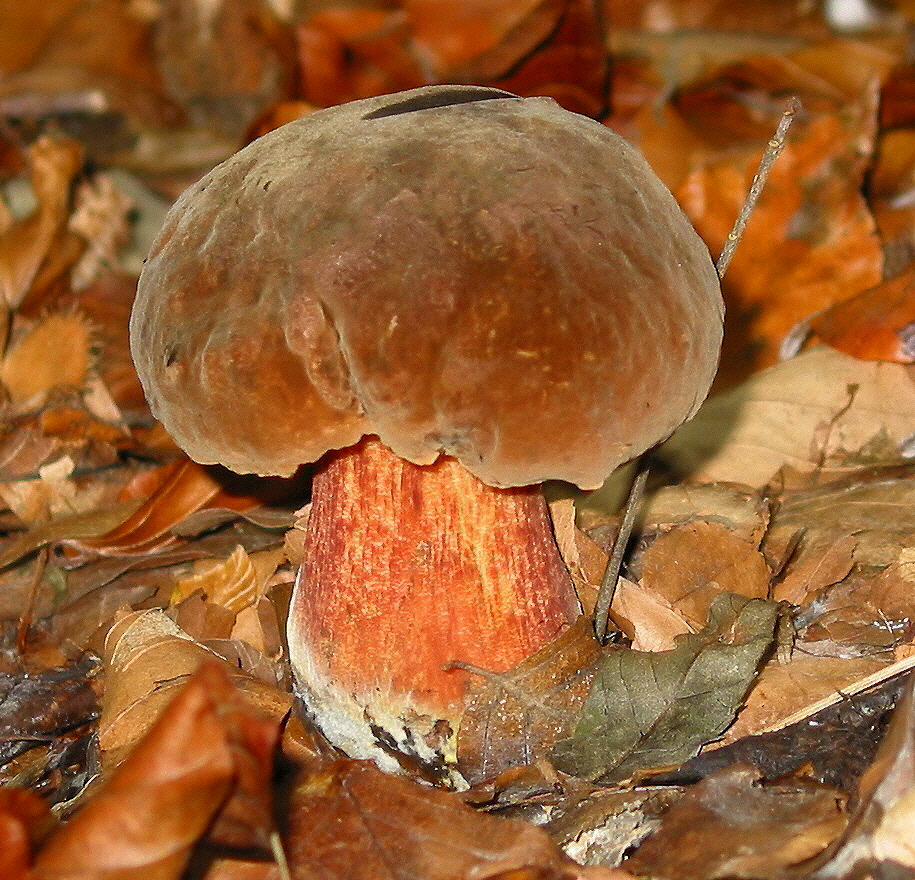
Chapeau velouté marron chocolat.
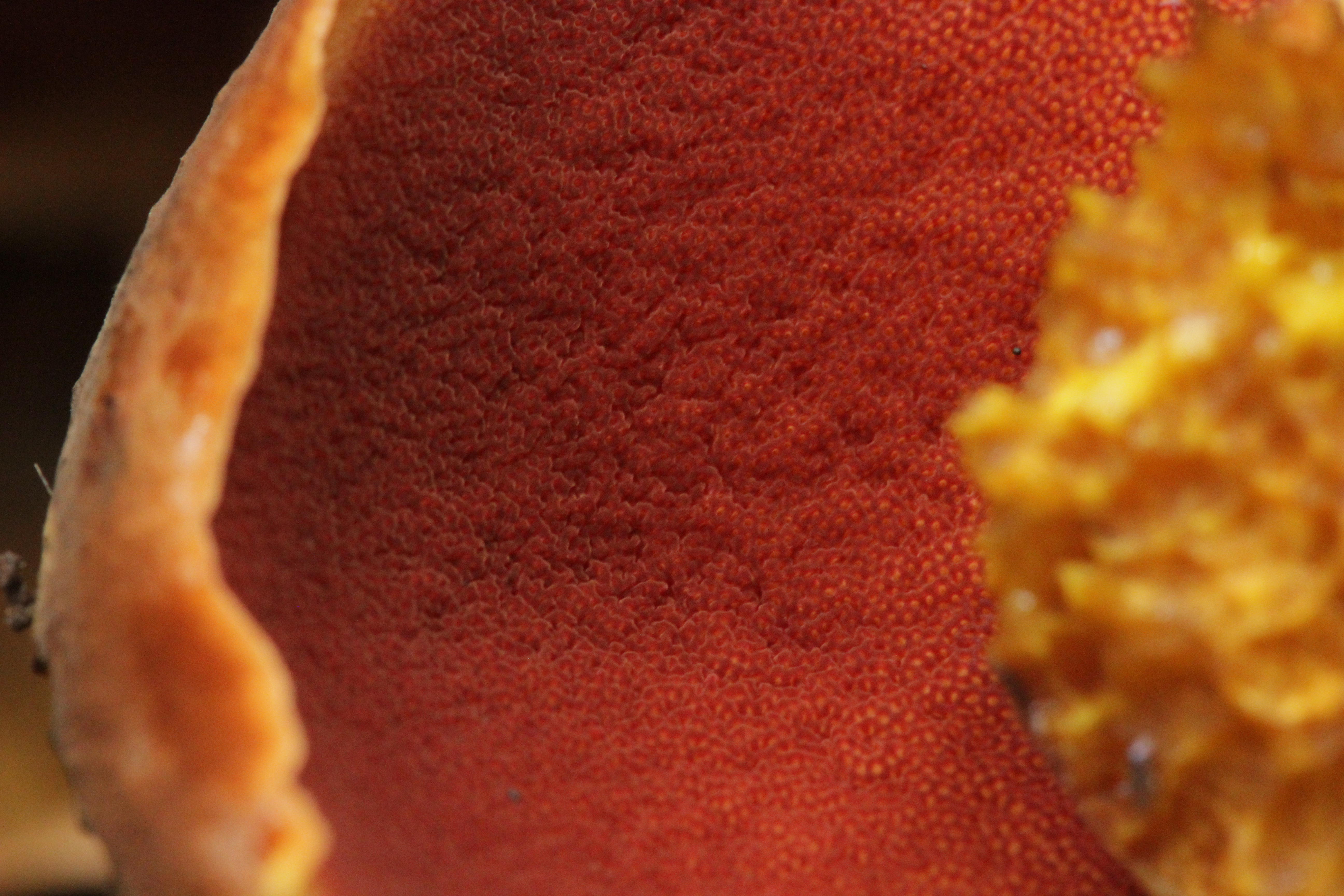
Pores rougeâtres sous le chapeau, bleuissants à la pression.
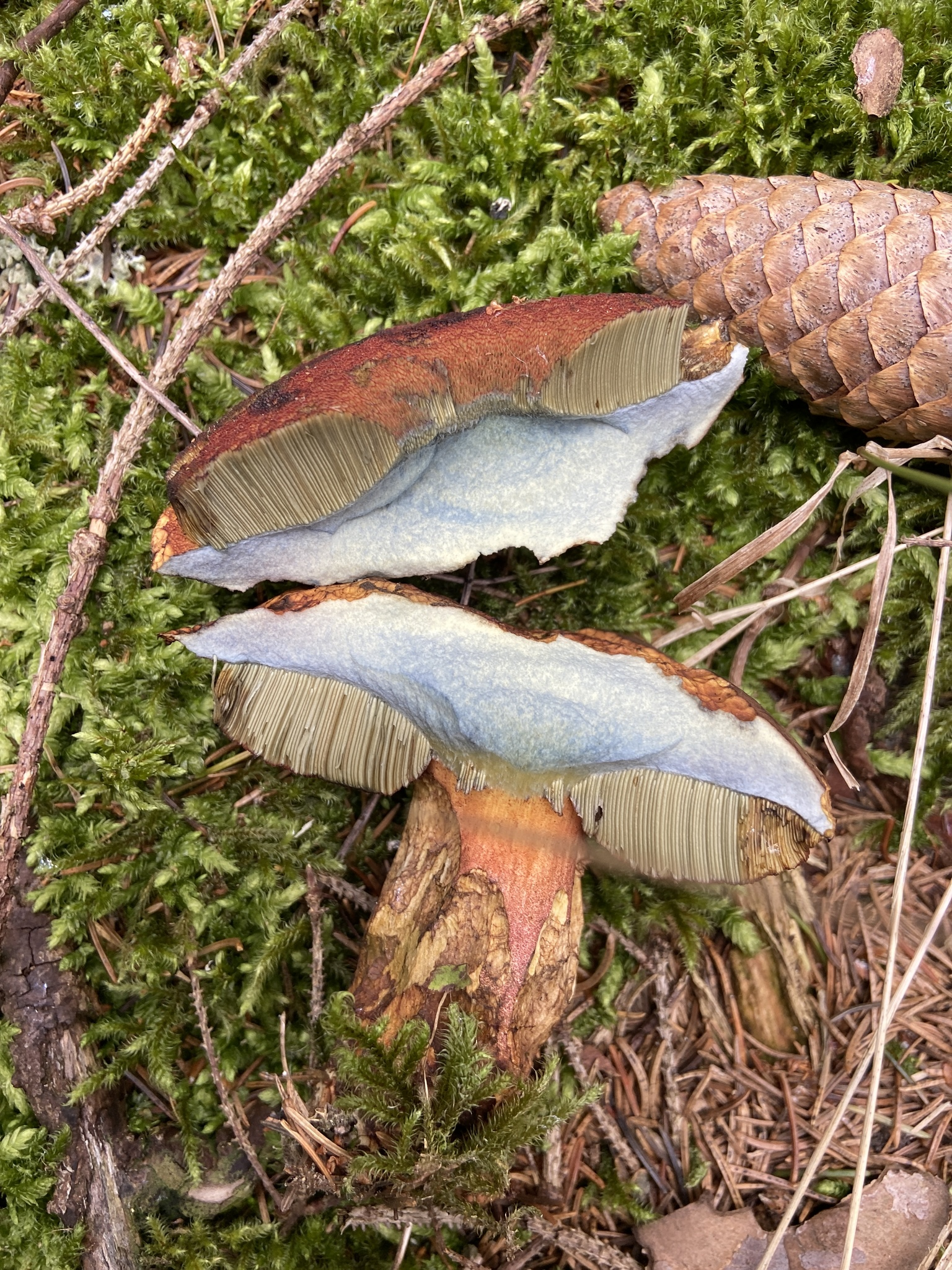
Tubes jaunâtres avant de bleuir.
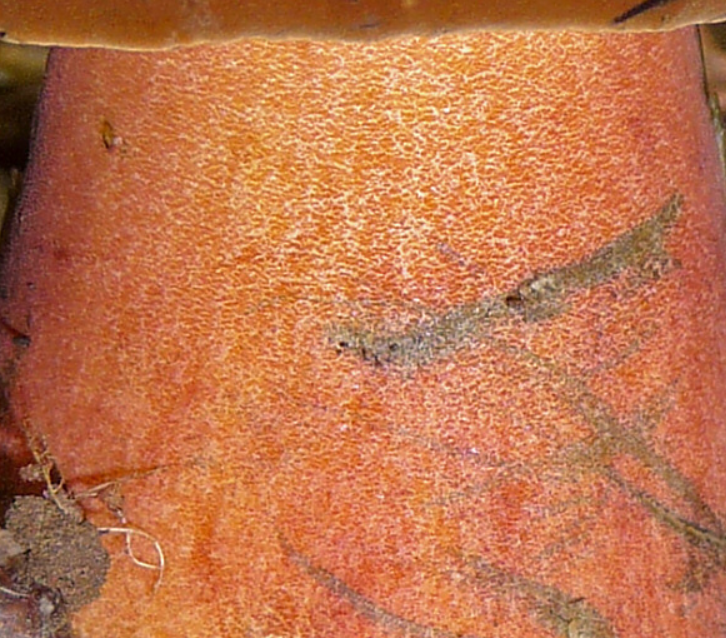
Pied rougeâtre orné de ponctuations.
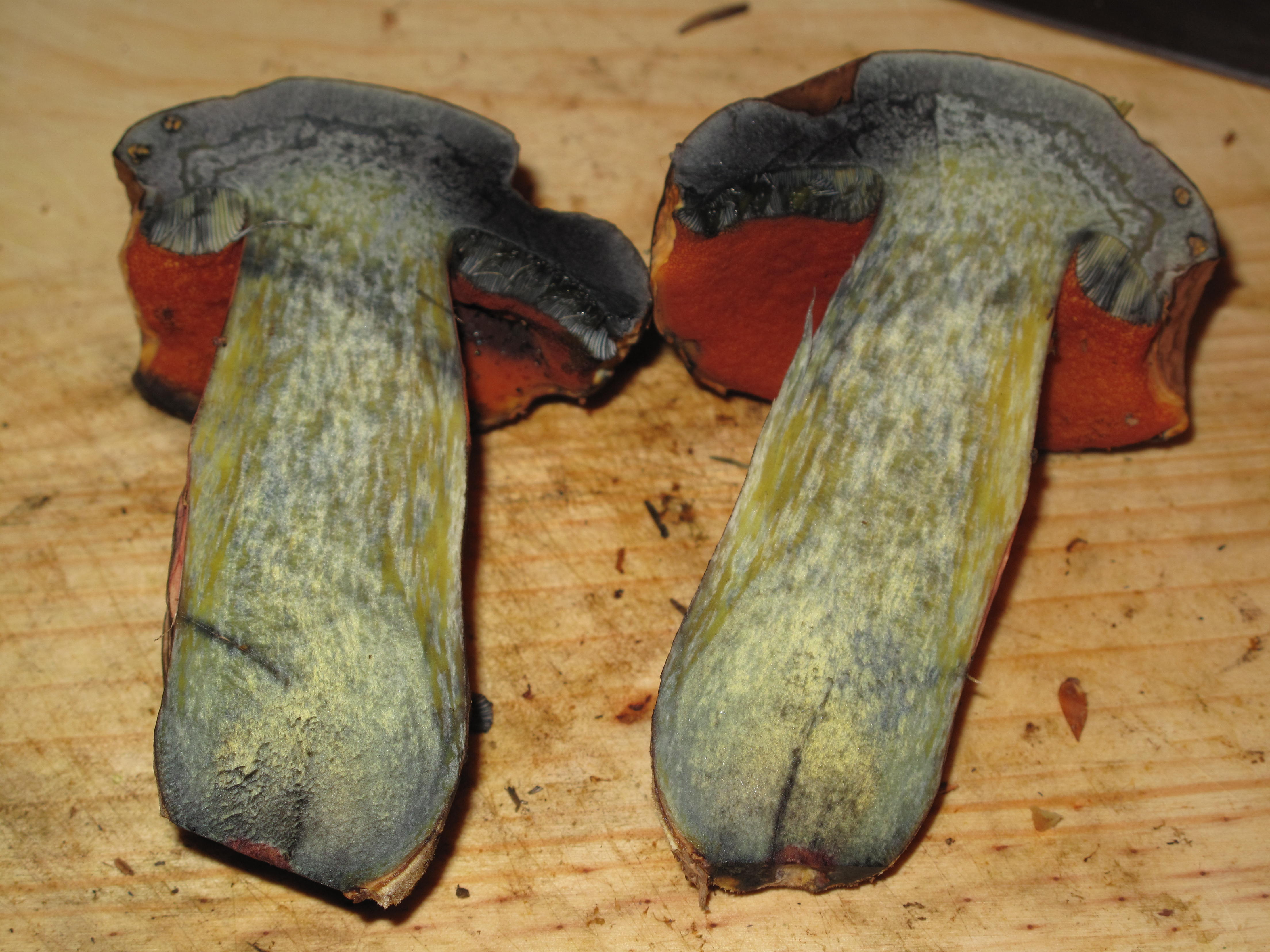
Chair intensément bleuissante à la coupe.

### Caractéristiques microscopiques
Ses spores sont fusiformes, elles mesurent 12 à 18 µm × 4,5 à 6,5 µm . Ses basides mesurent 25 à 40 µm × 9 à 13 µm. Ses cystides ont une forme de bouteilles ou de fuseaux ventrus, ils sont dispersés parmi les pores et mesurent jusqu’à 50 µm. On observe sur la cuticule des terminaison d'hyphes (de 3 à 6 µm de diamètre) d'abord plus ou moins dressés puis rapidement couchés, légèrement gélatineux, surtout chez les exemplaires un peu âgés. Les terminaisons des cellules sont cylindriques ou un peu en forme de massue.

## Galerie

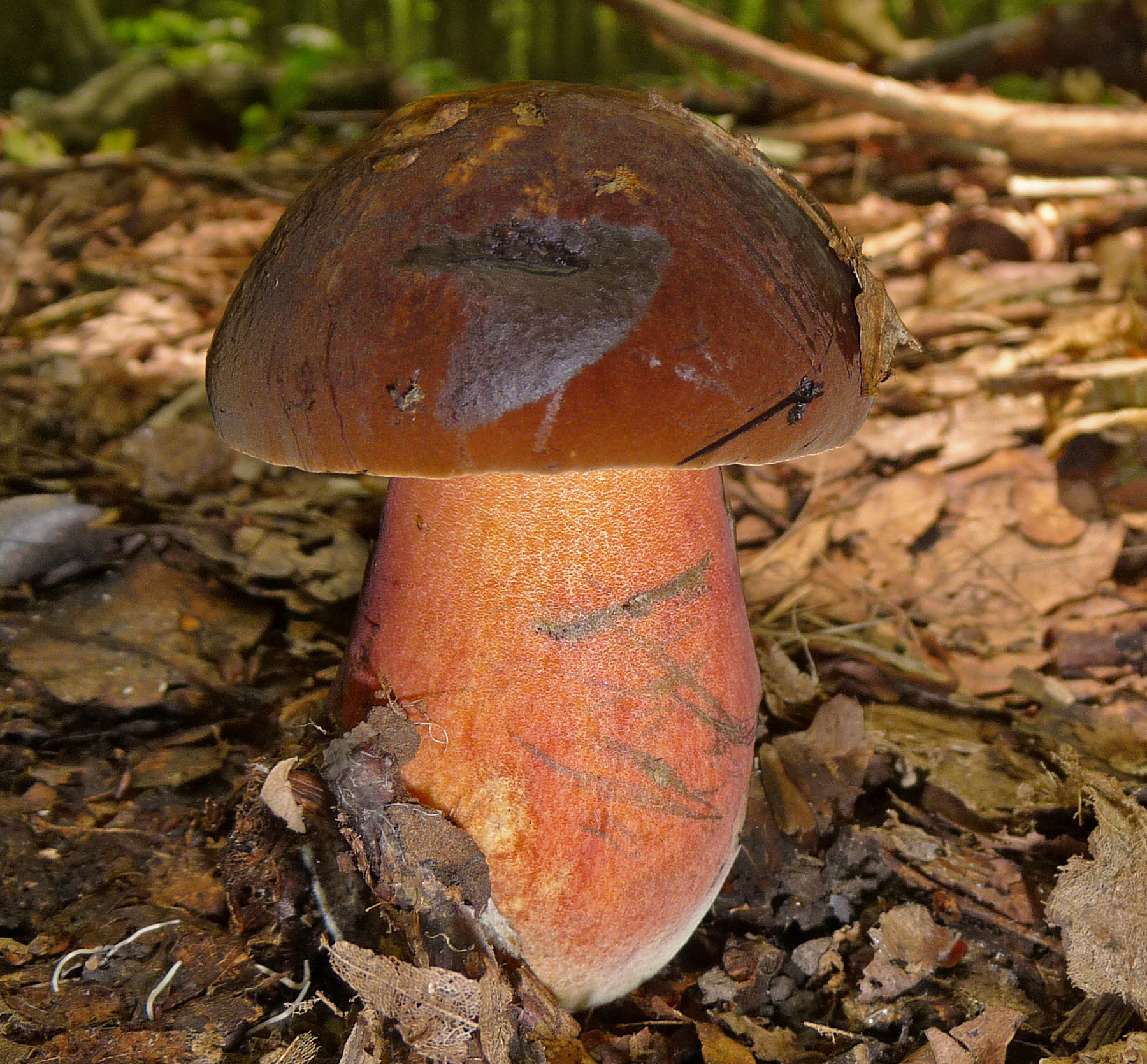
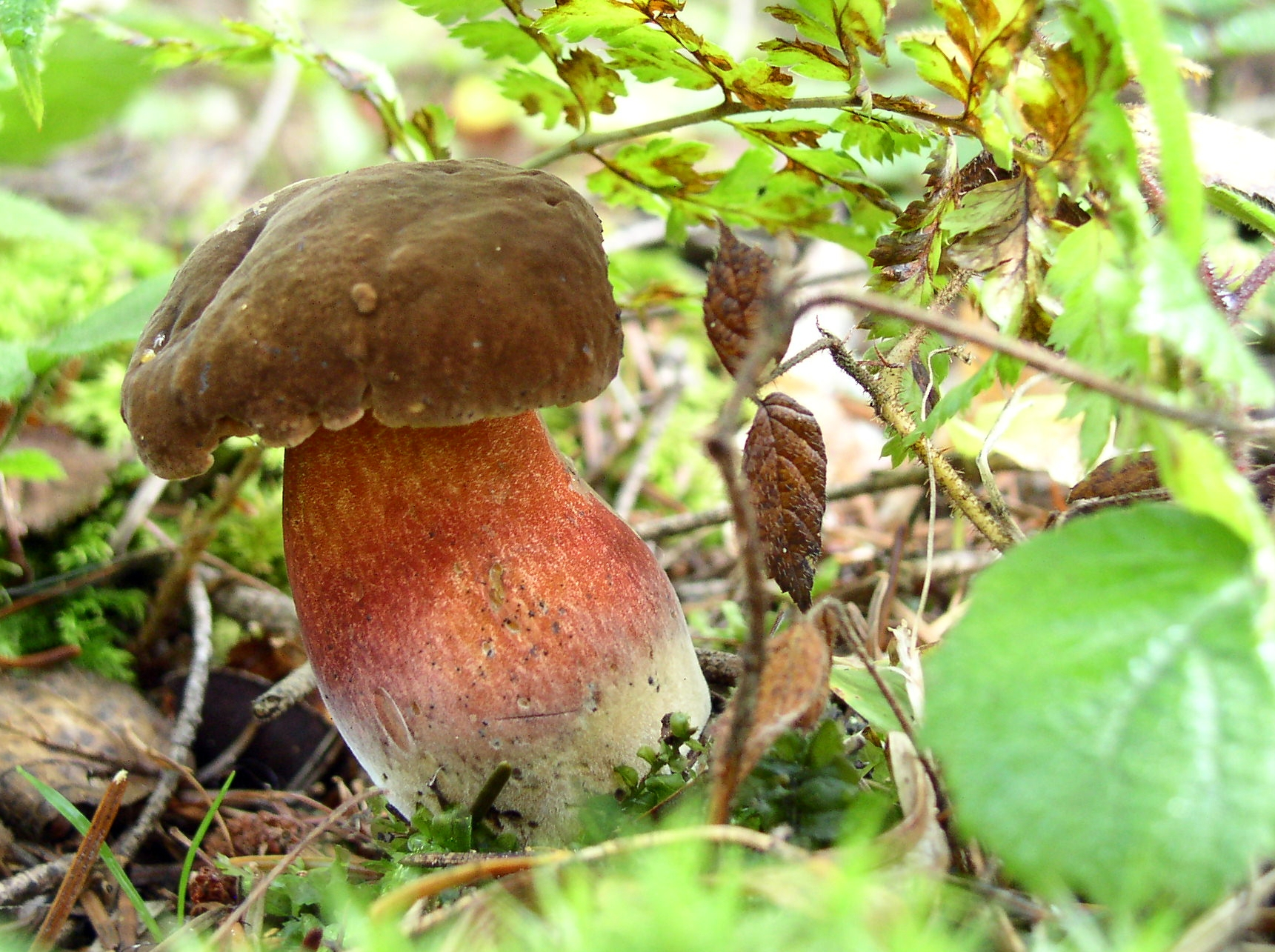
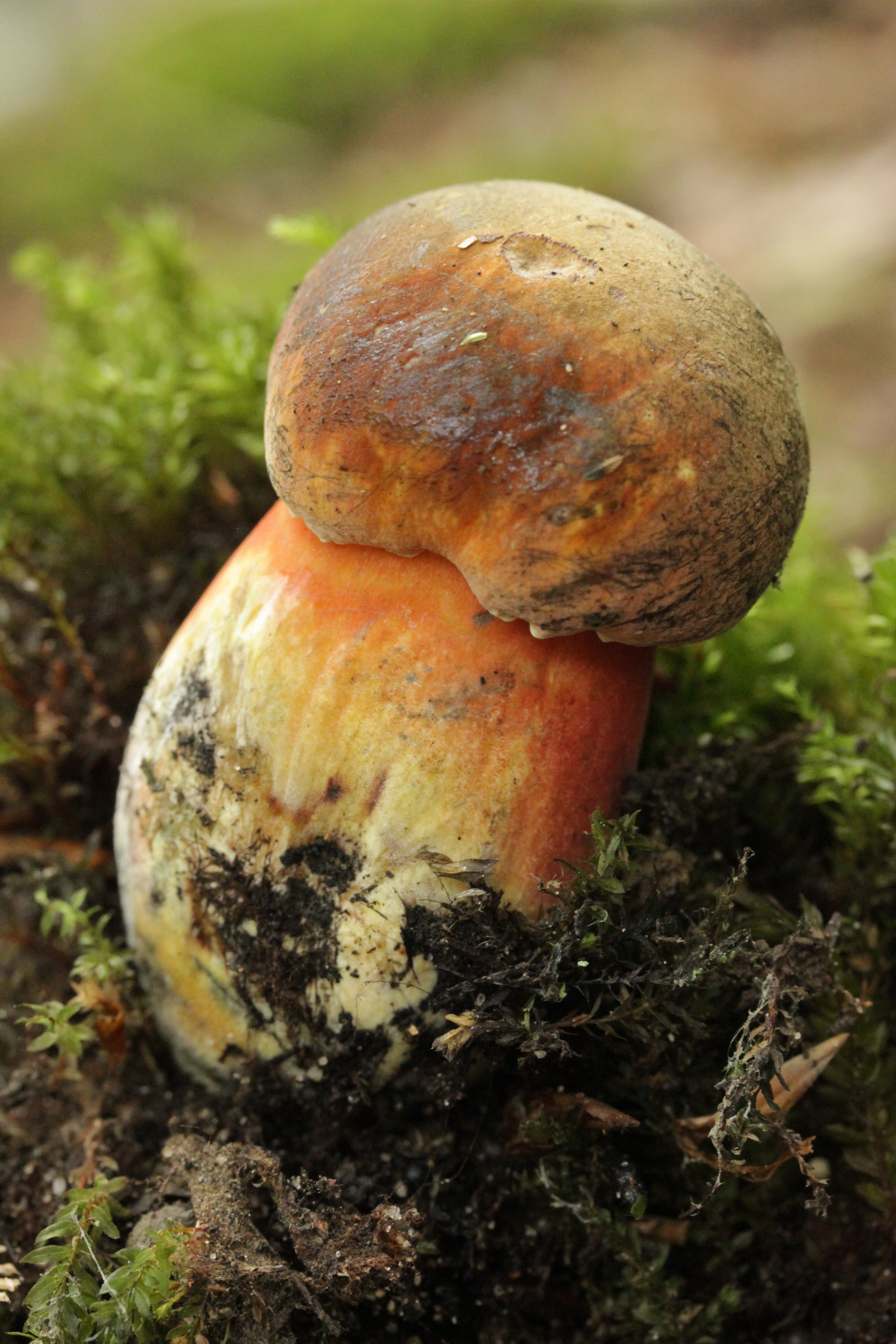
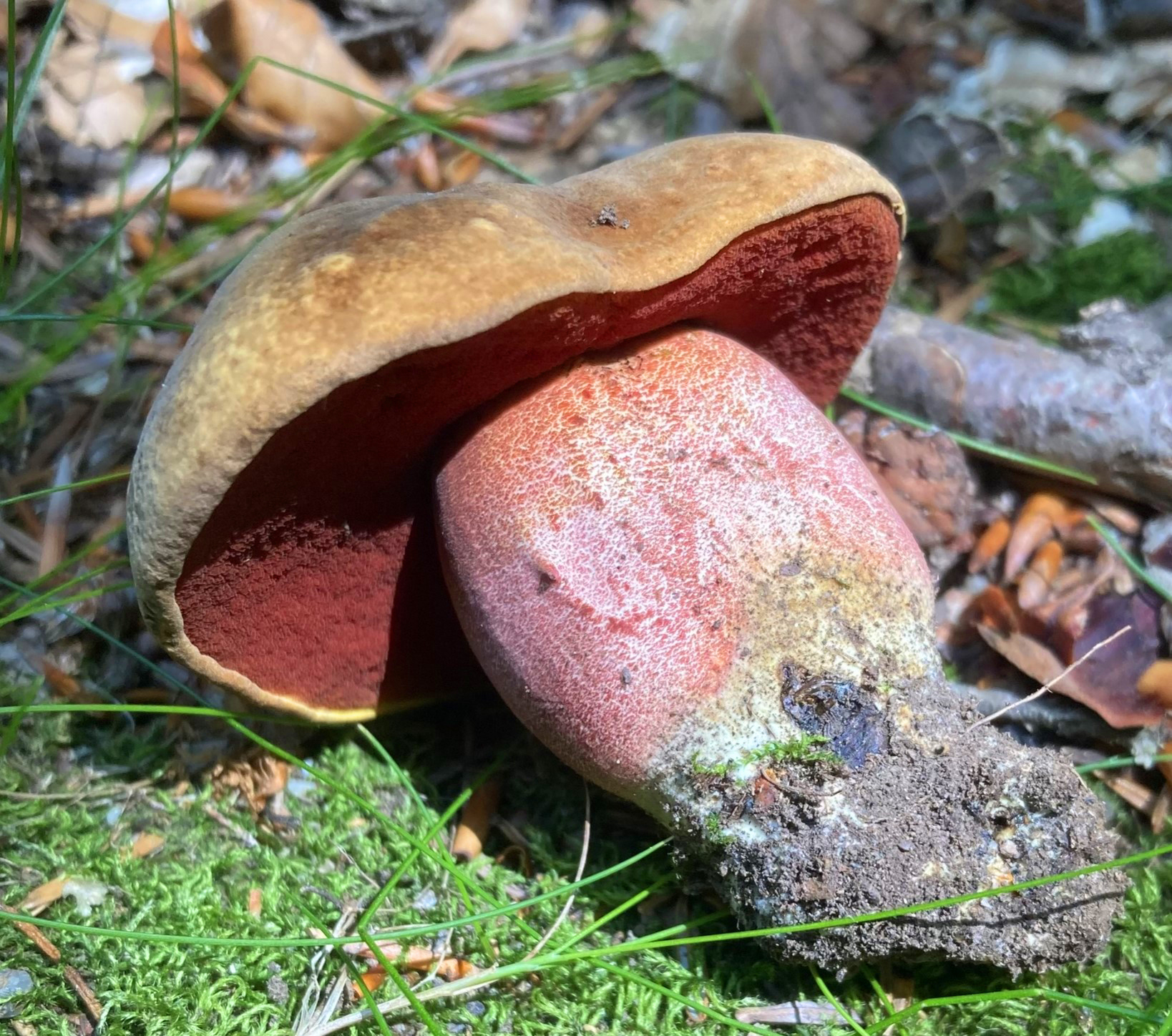
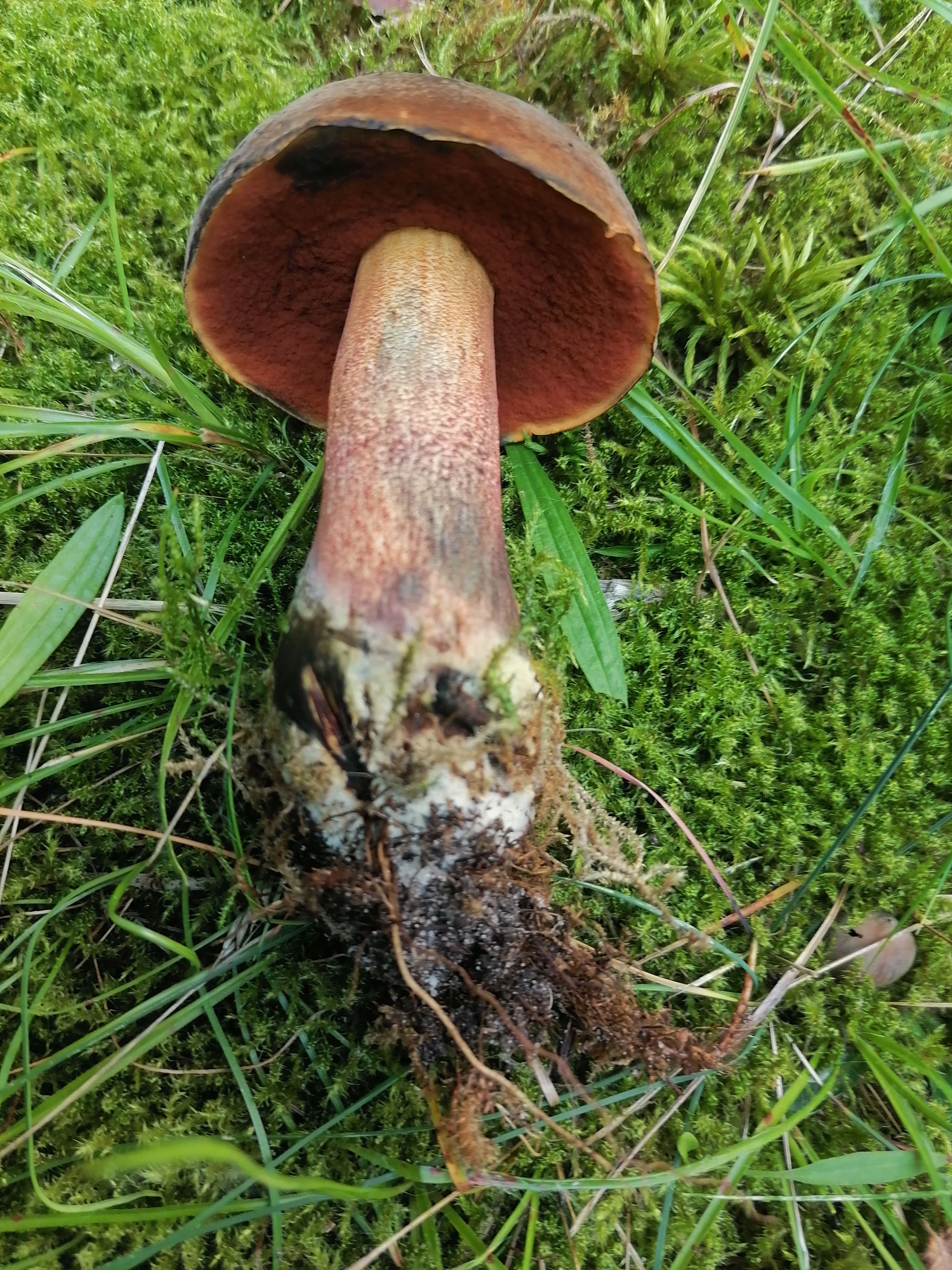
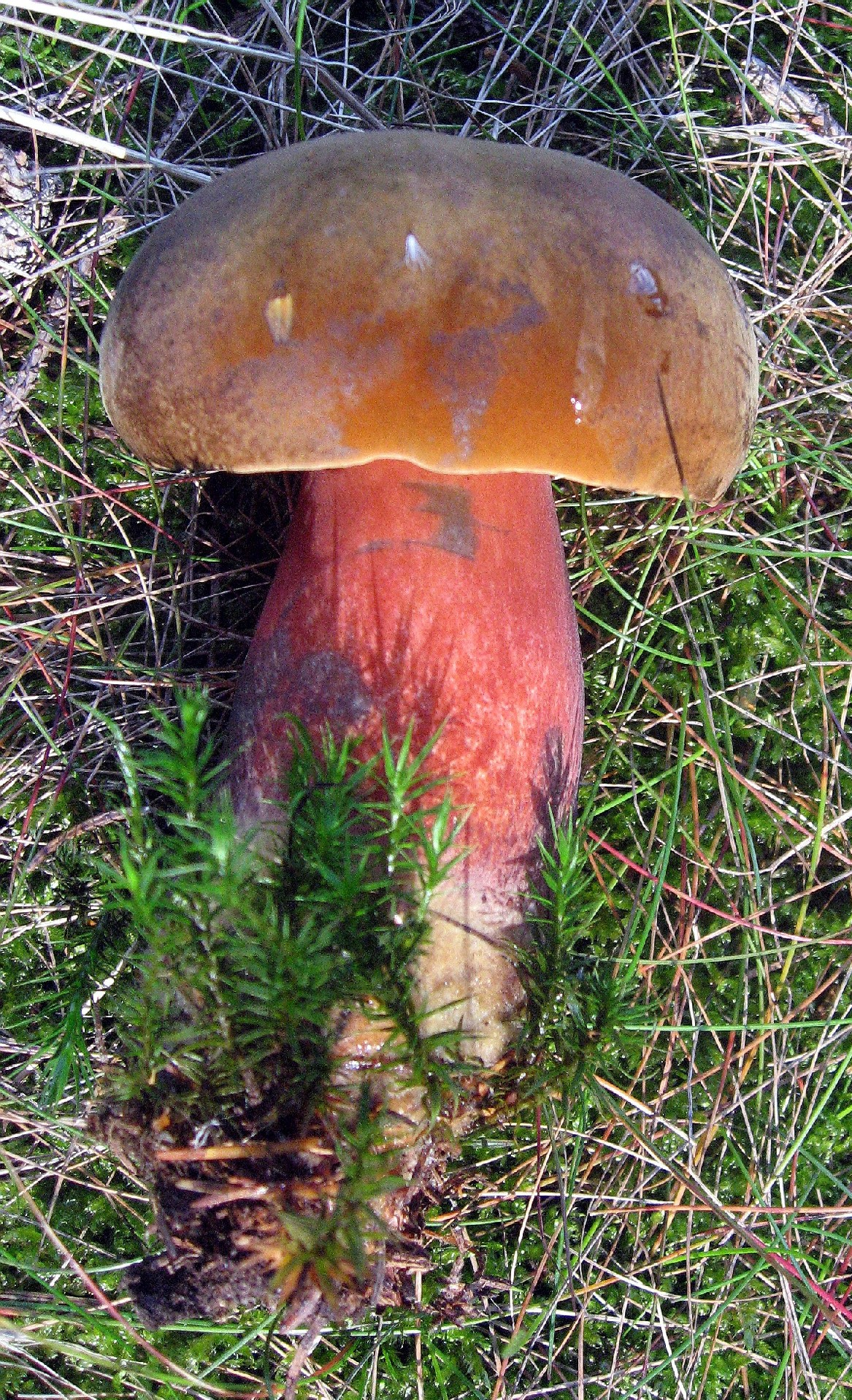
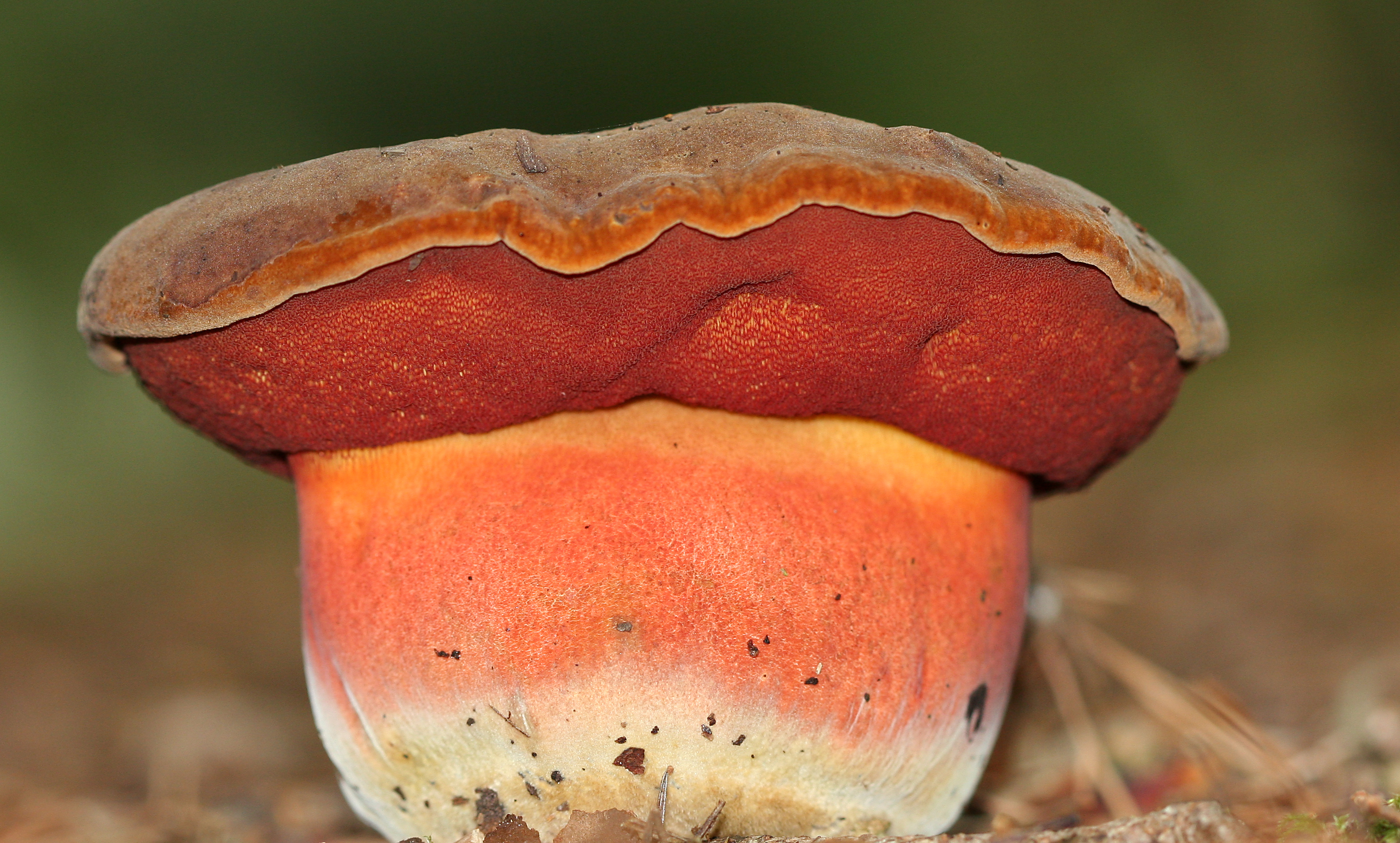
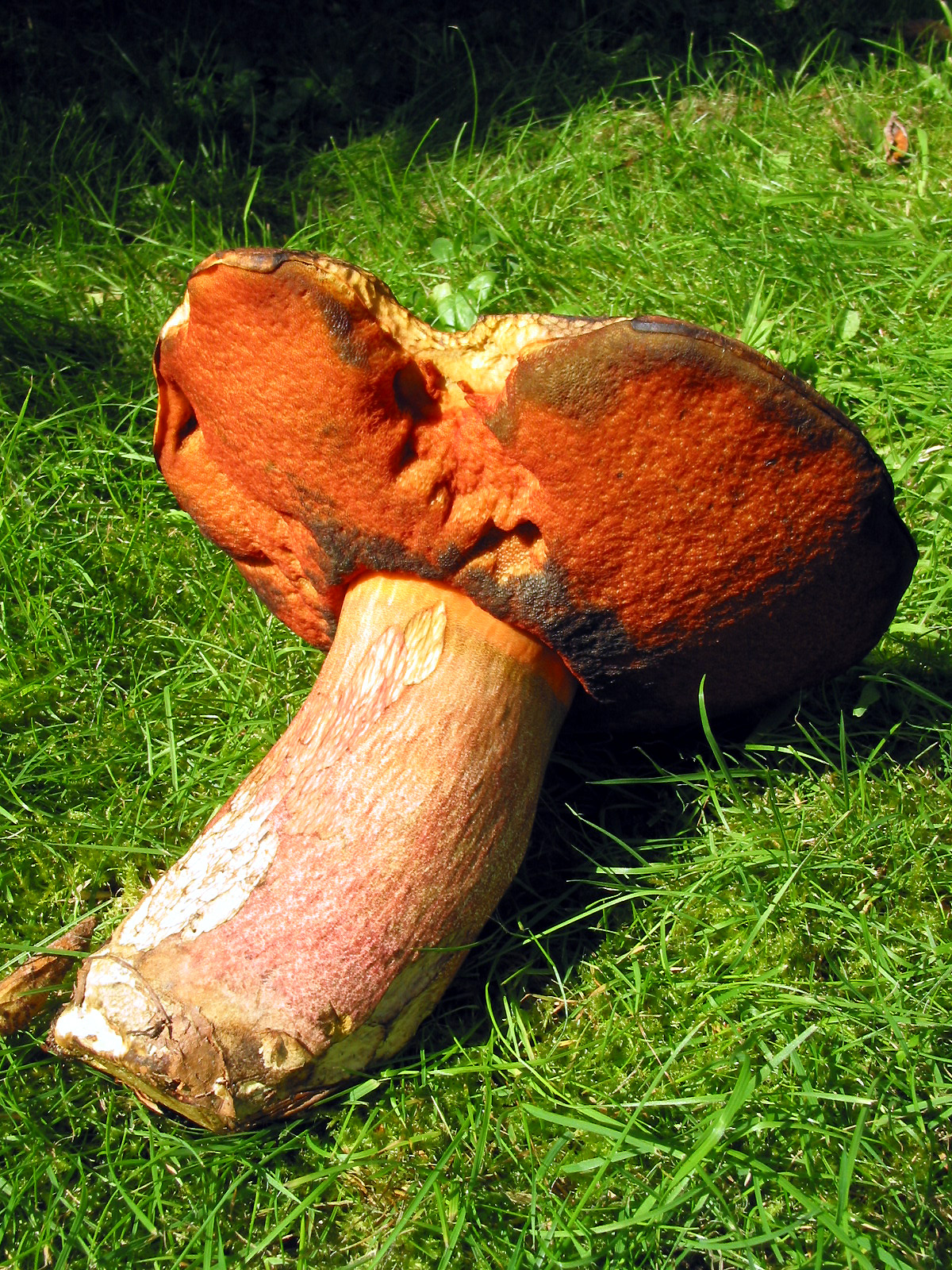
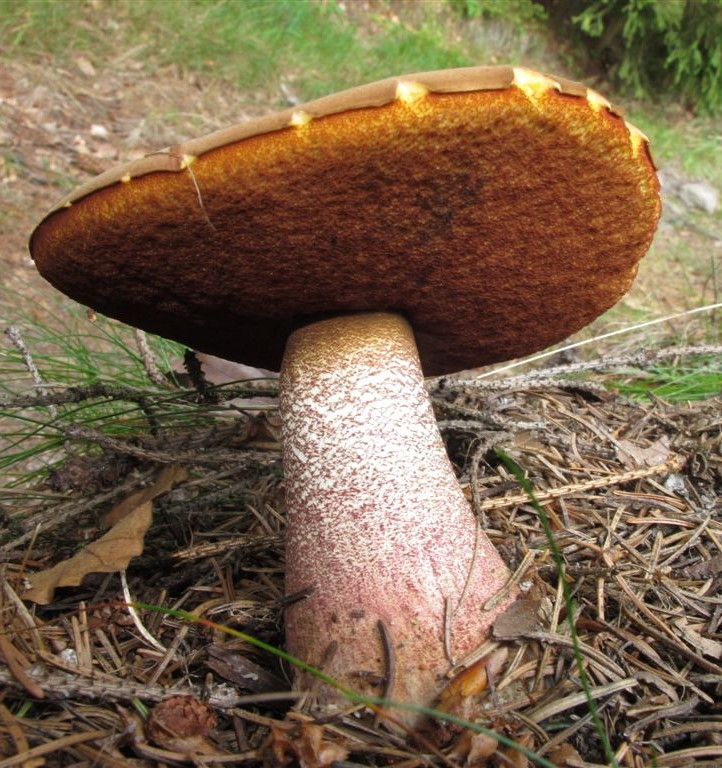
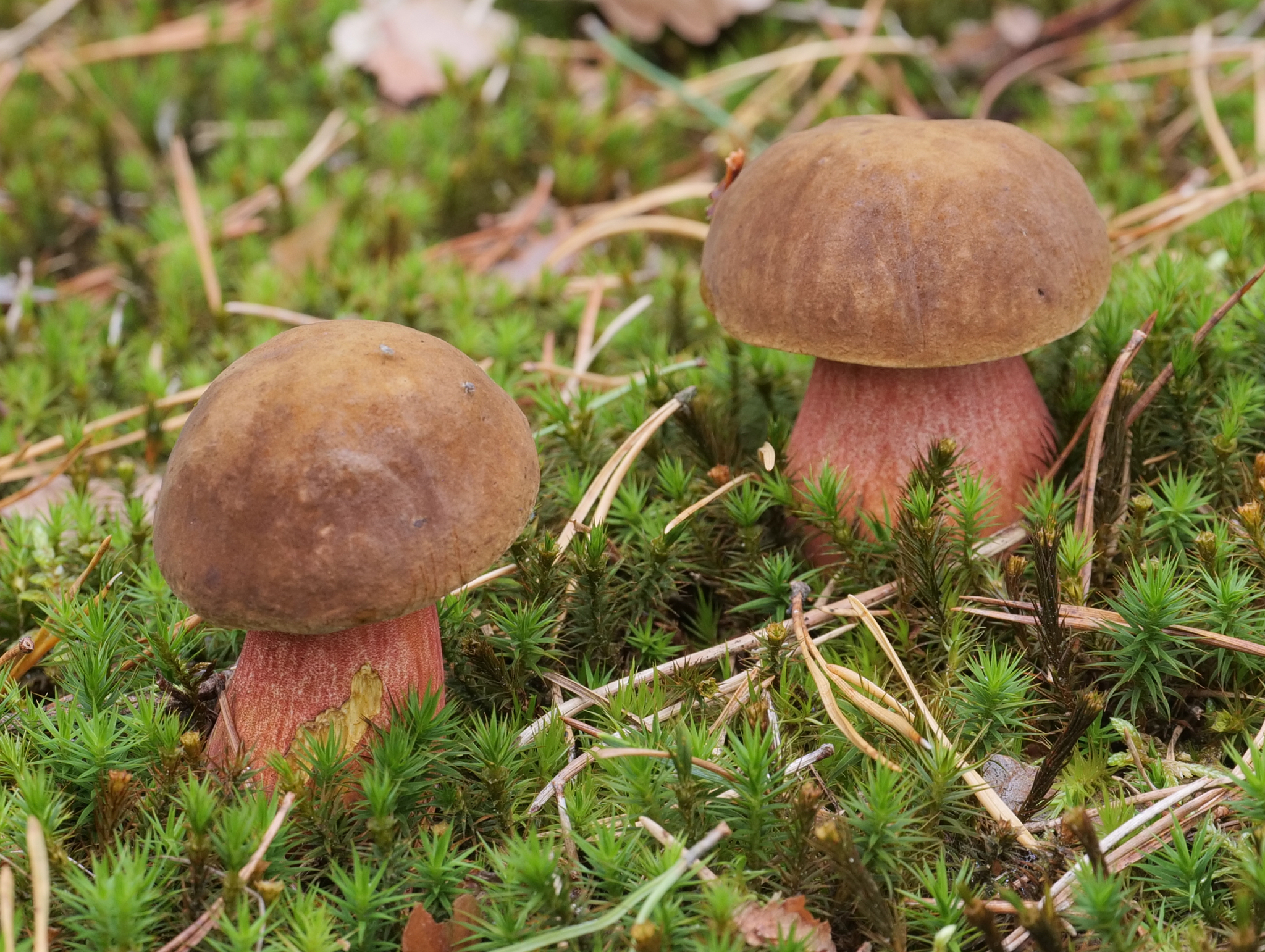
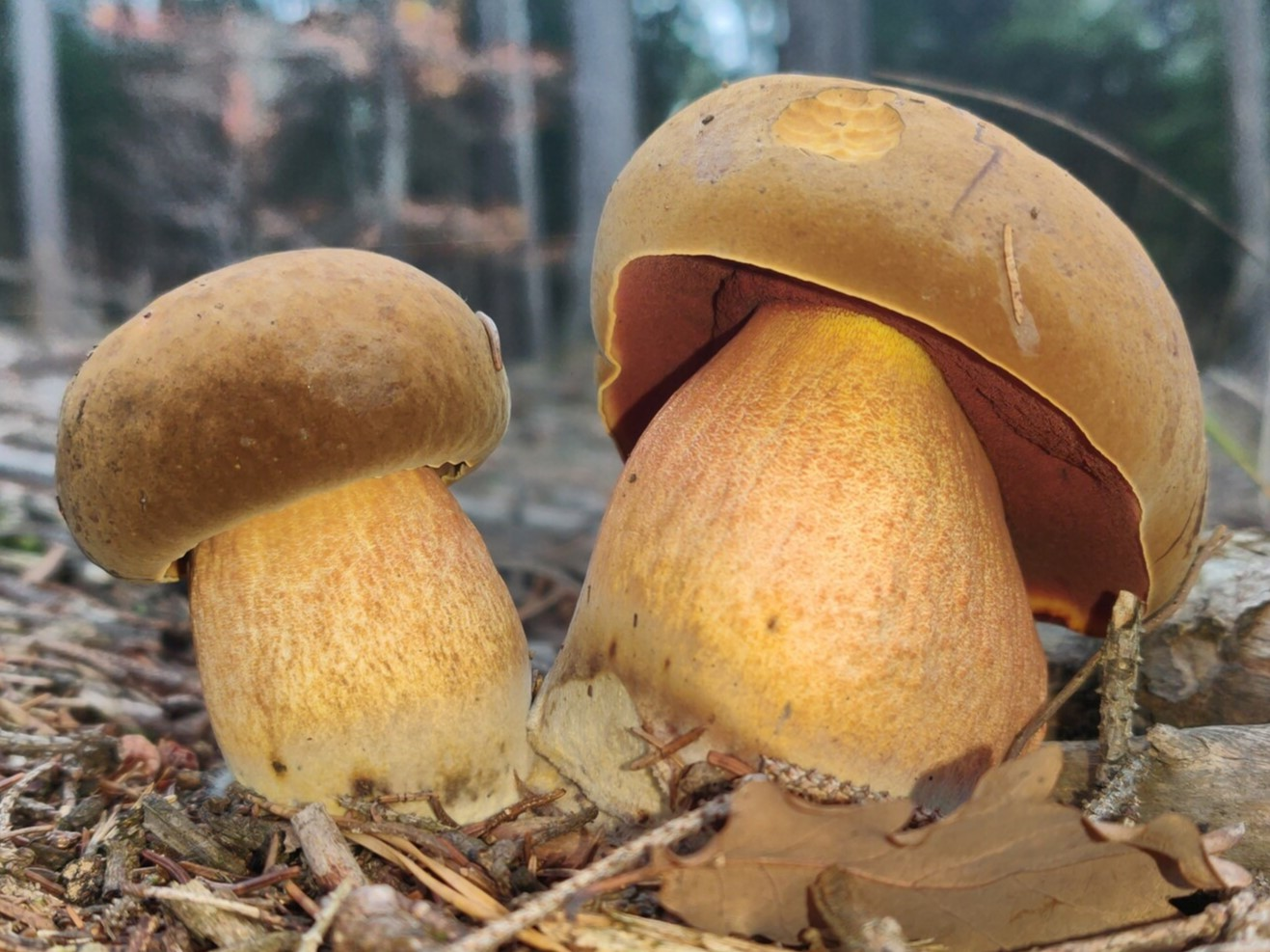
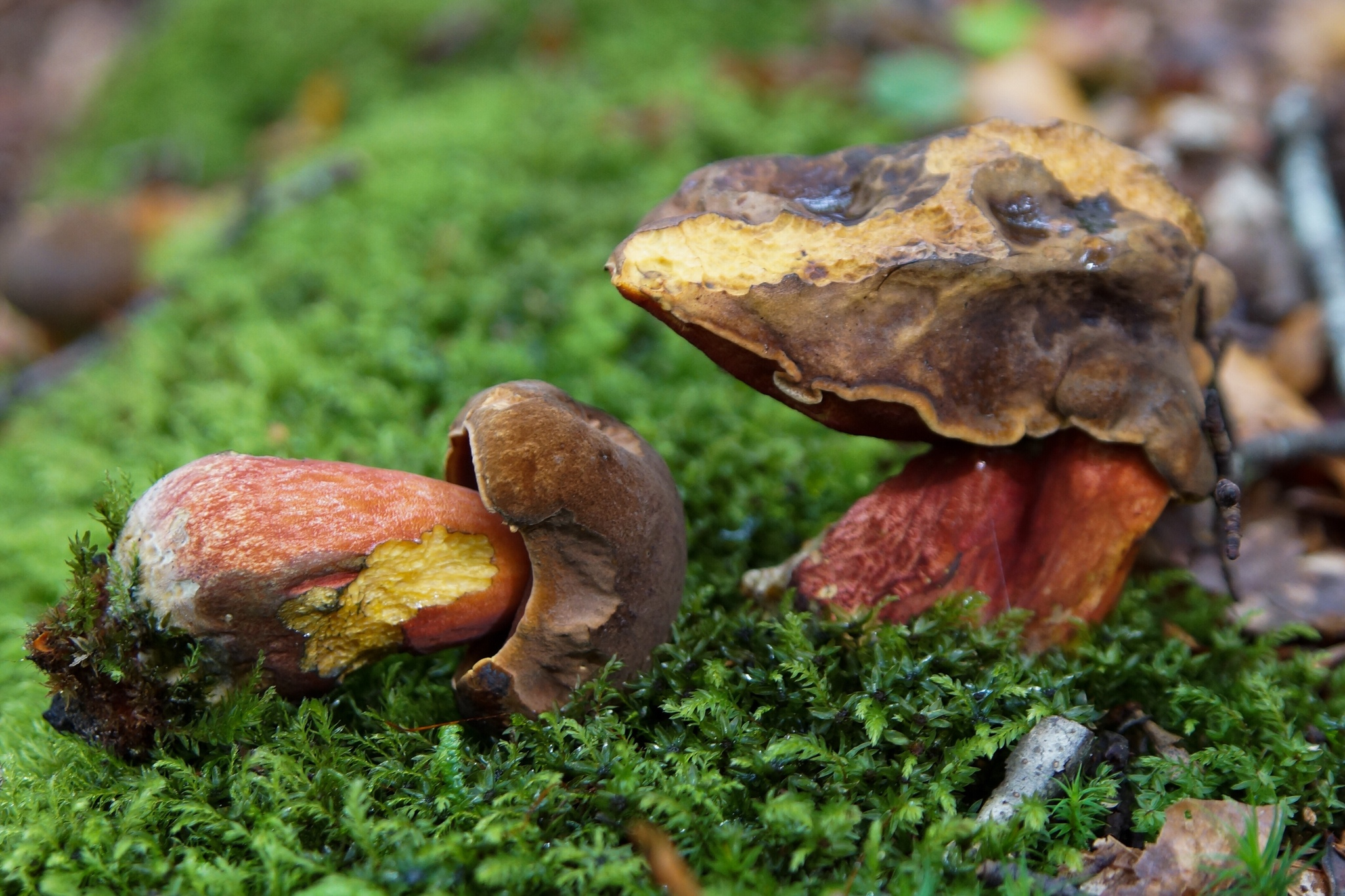
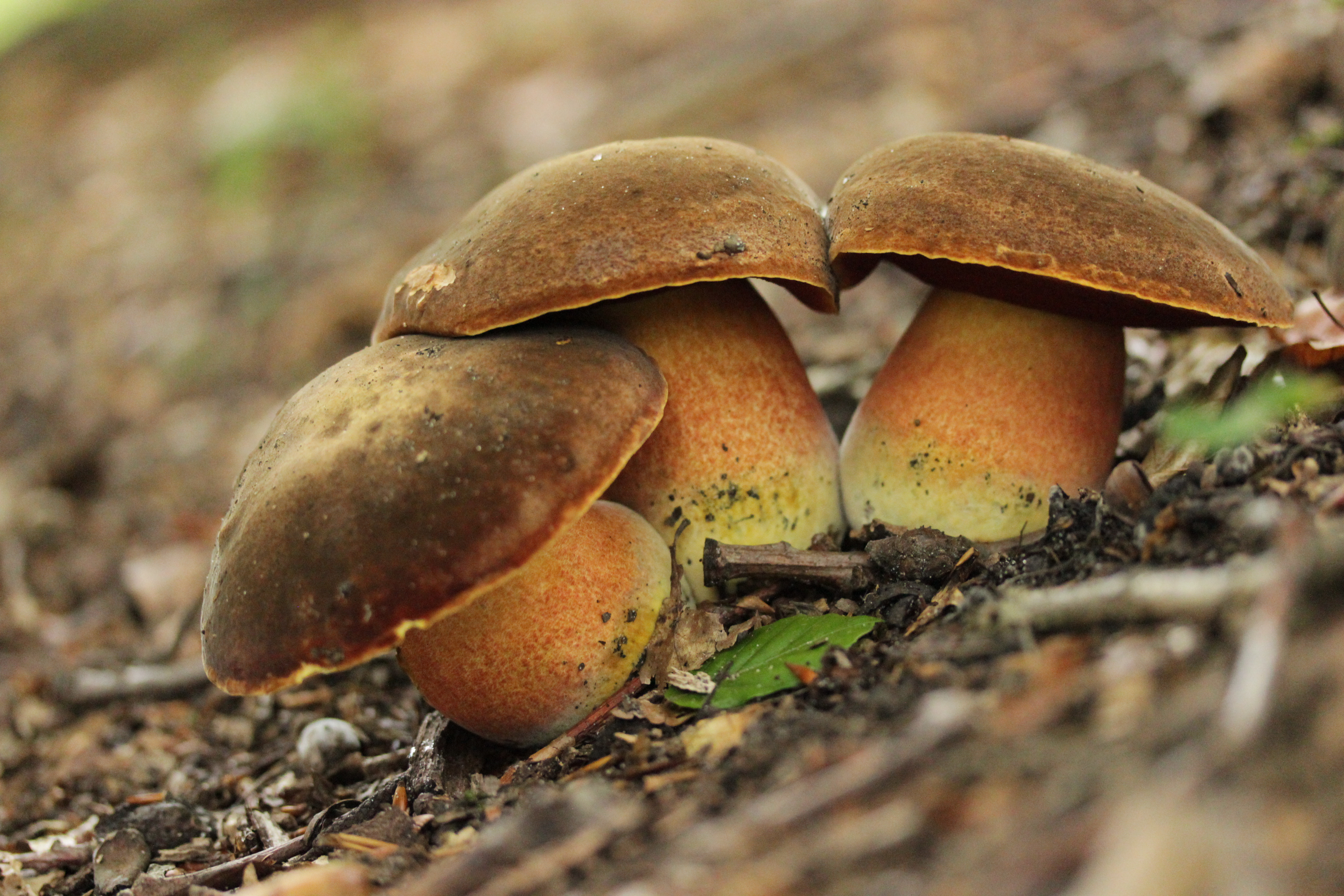
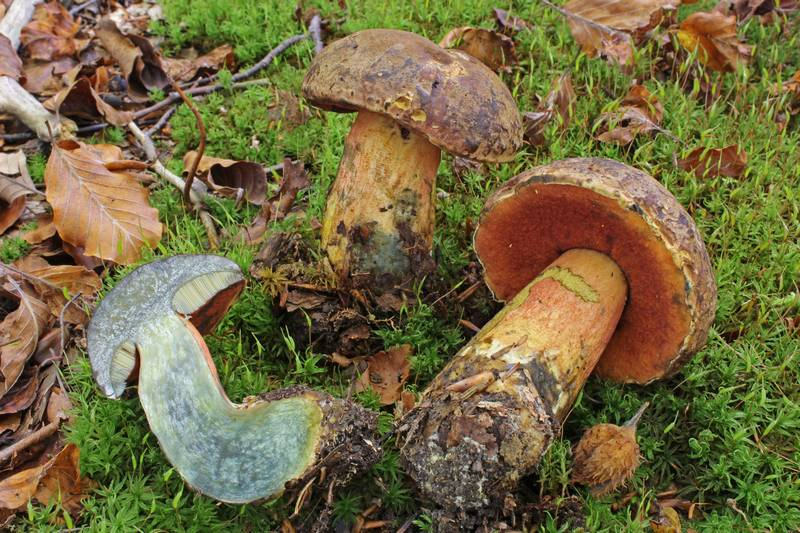
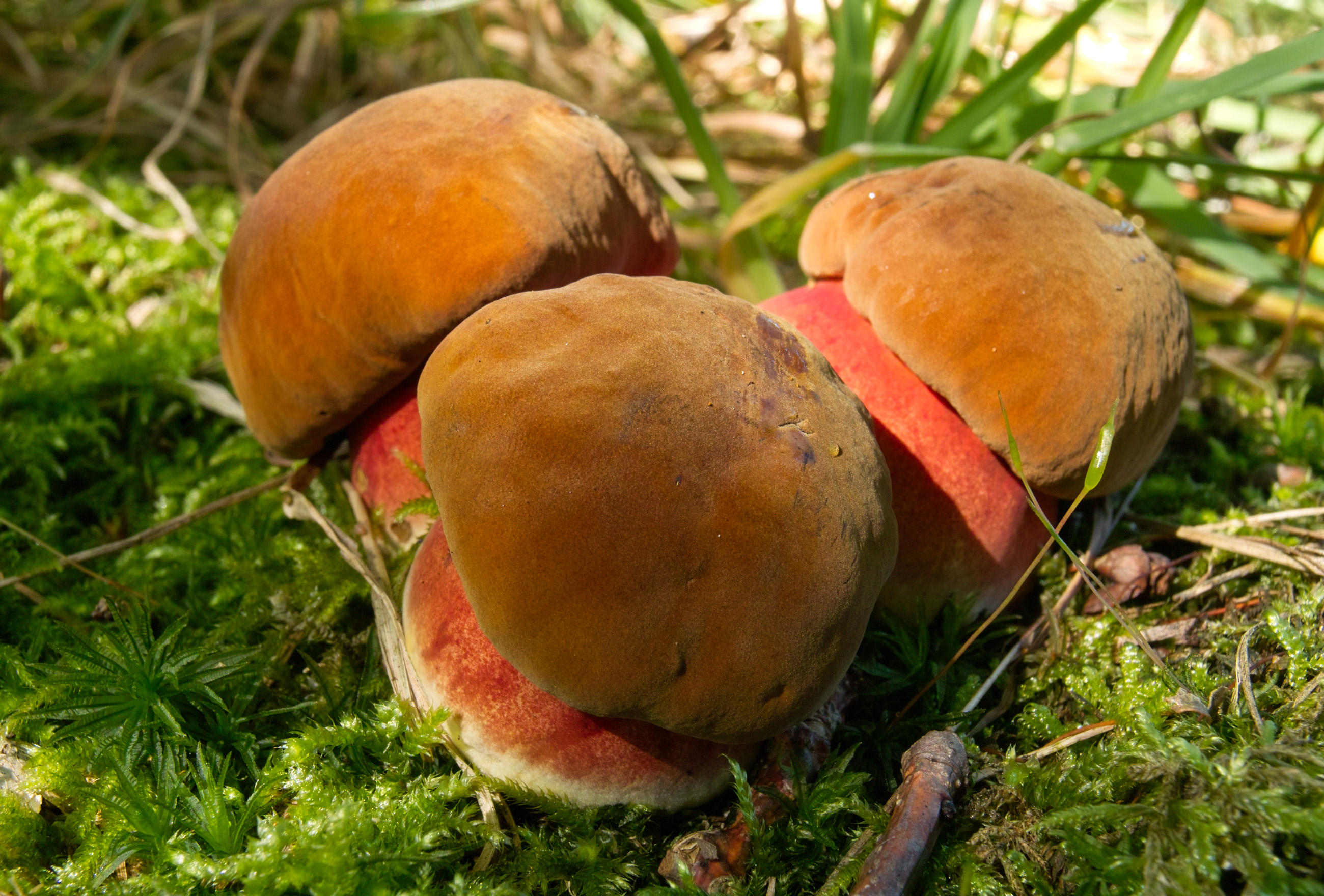
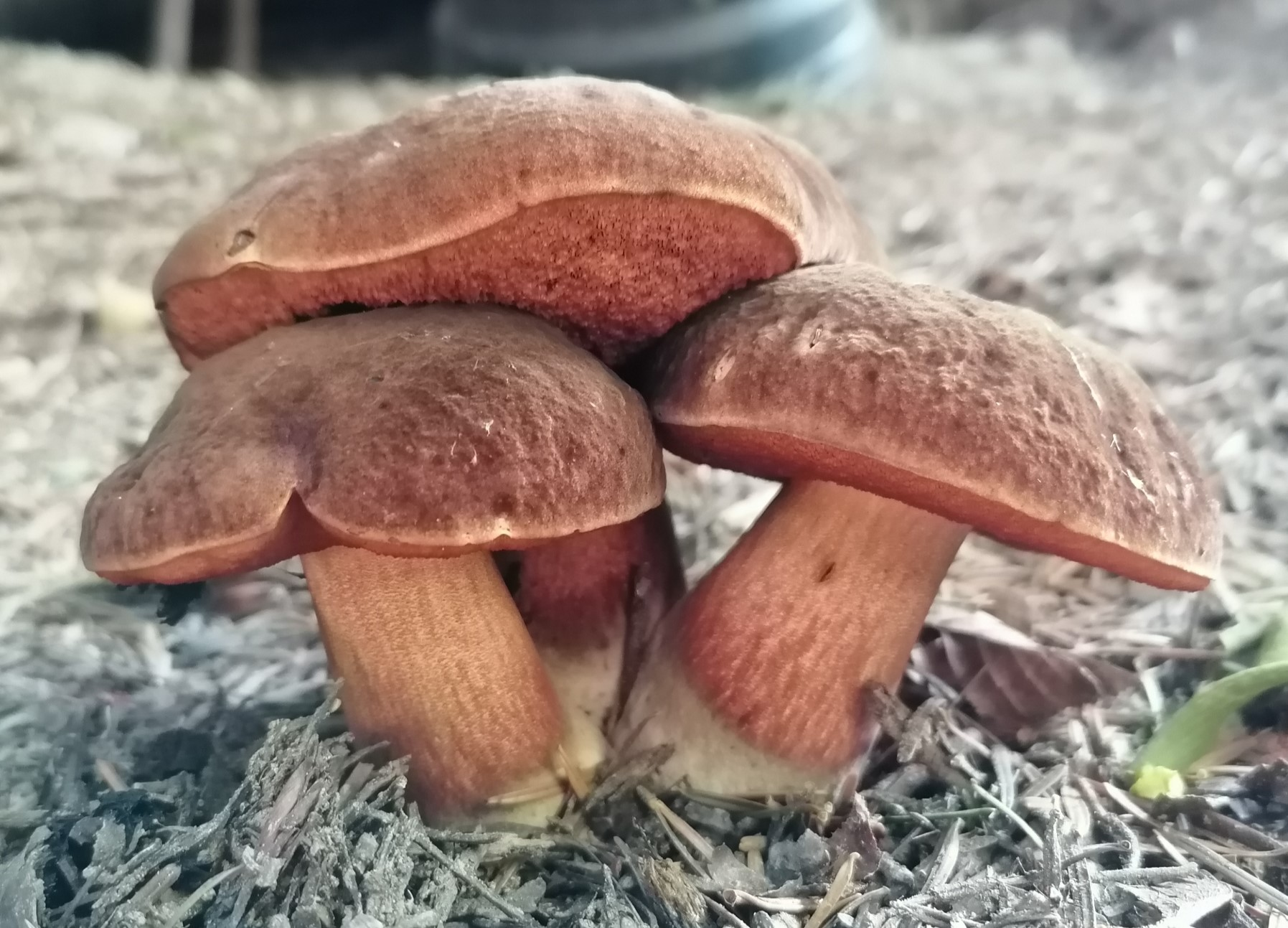
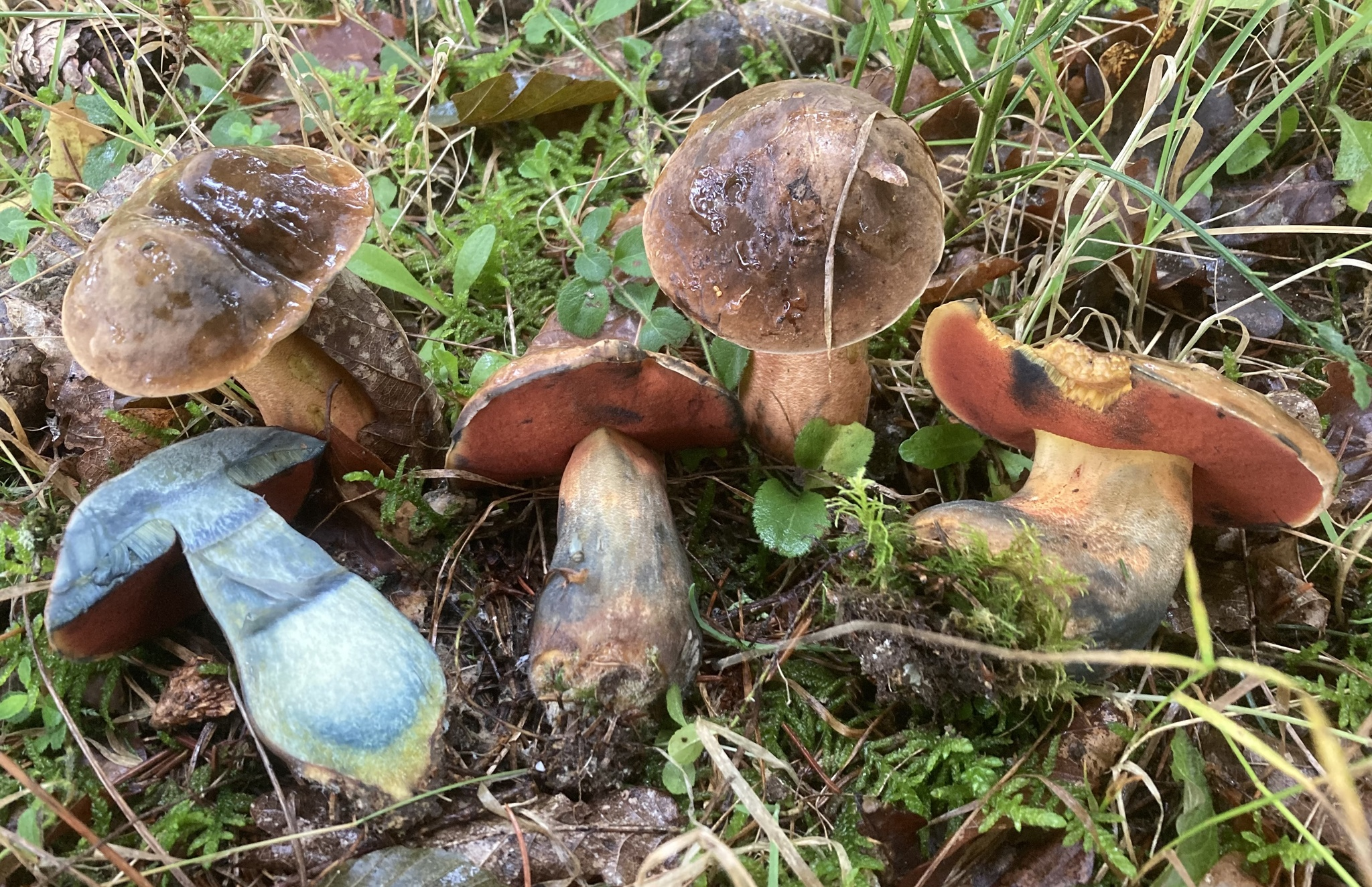
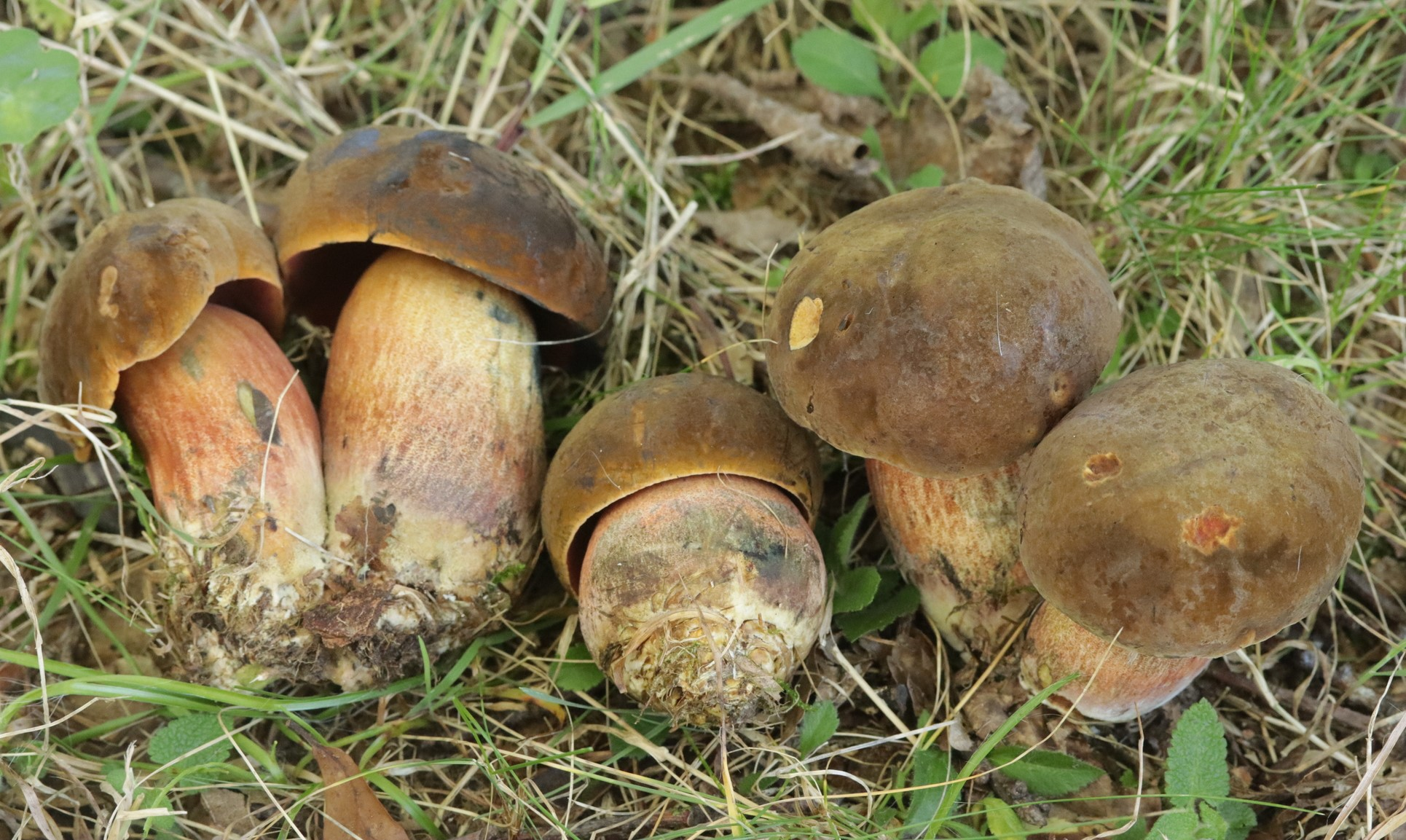

## Variétés et formes

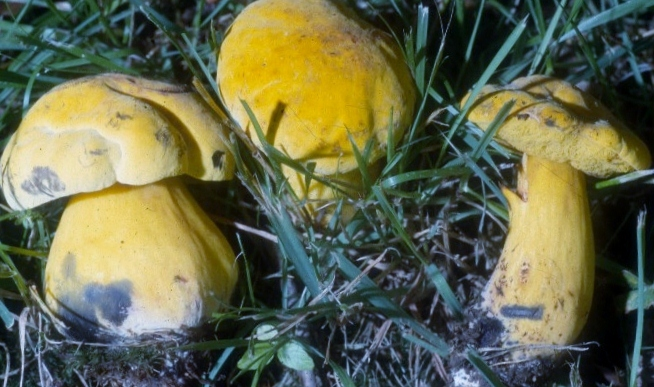
Variété pseudosulphureus ; le Bolet jonquille.

- Variété pseudosulphureus ; le Bolet jonquille.La variété pseudosulphureus (ou erythropus var. junquilleus ) Le Bolet jonquille = Neoboletus junquilleus (Quél.) Gelardi, Simonini & Vizzini est une variété entièrement xanthoïde (jaune), totalement décolorée en jaune, autrefois considérée comme une espèce indépendante sous le nom de Neoboletus junquilleus ou encore Sutorius junquilleus. Outre sa teinte jaunâtre uniforme, cette variété donne l'impression de se salir de bleu plus facilement que l'erythropus normal car ses couleurs plus claires contrastent bien plus avec le bleuissement de sa surface au toucher.

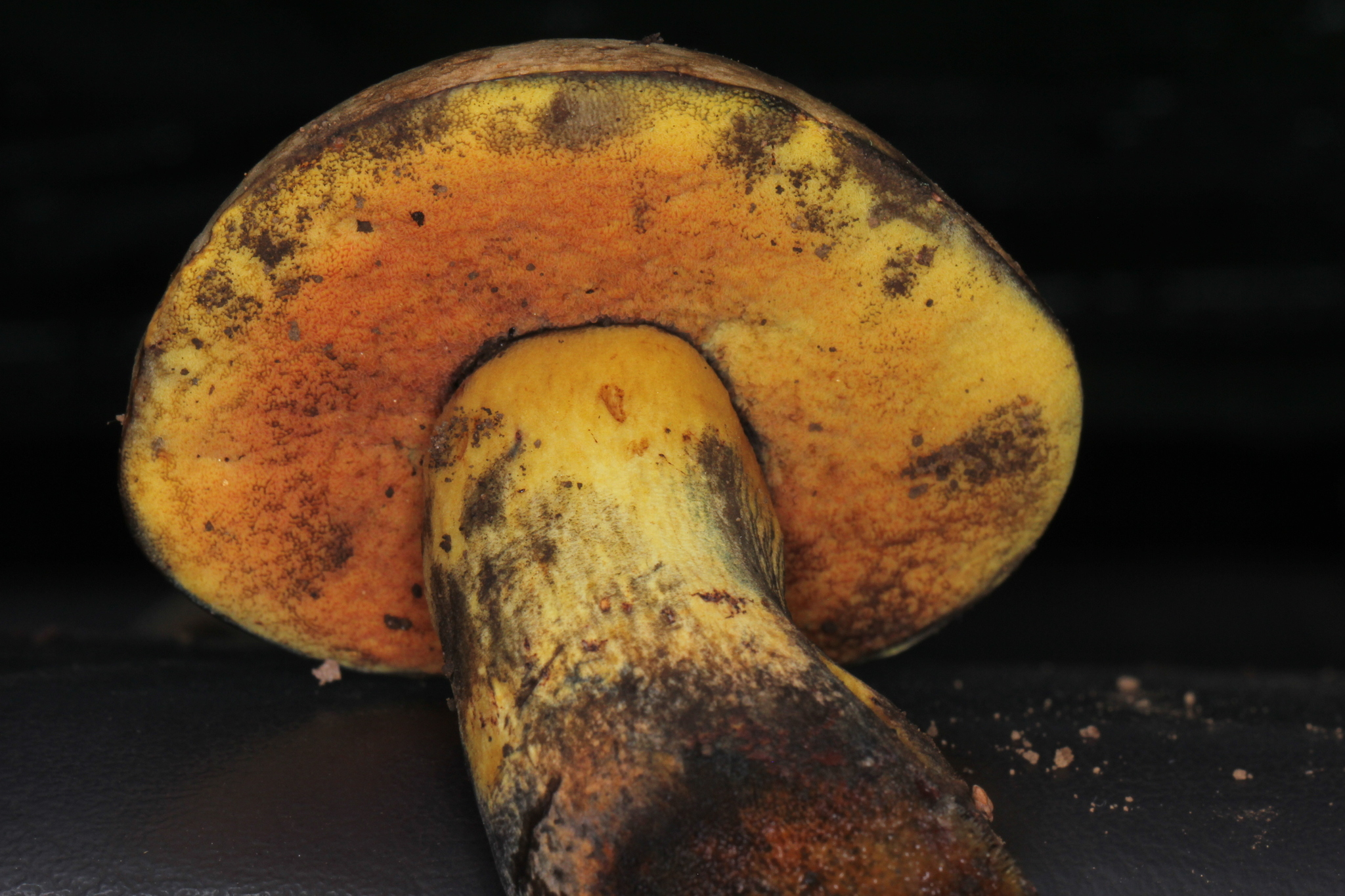
Sous-espèce discolor, plus au moins décolorée.

- Sous-espèce discolor, plus au moins décolorée.La sous-espèce discolor a un chapeau brunâtre, décoloré entièrement ou par endroits par marbrures ocres, des pores orangeâtres à jaunâtres, jaunes à la marge et un stipe jaunâtre orangeâtre, entièrement ou partiellement décoloré, pouvant être qualifiée de semi-décolorée ou semi-xanthoïde, synonymisée aujourd'hui avec Neoboletus xanthopus. Il existe en tout cas des aspects légèrement à fortement décolorés d'erythropus sans pour autant qu'il s'agisse de N. xanthopus. On note aussi un aspect semi-xanthoïde d'erythropus dont seul le chapeau est décoloré, de couleur ocre jaunâtre uniforme.
- La variété immutatus a une chair immuable (ne bleuissant pas à la coupe)[19].
- La variété rubropileus a le chapeau rose, rose-rouge, violacé[19].
- La variété cedretorum est une forme des cèdres, plus robuste, à port différent, à chapeau mat, non ou à peine velouté[24].
- La variété novoguineensis est une variété tropicale de Nouvelle Guinée[25], ses spores mesurent 9,5 à 16 µm x 4 à 6 µm[26].
- On liste aussi les formes et variétés compactus, vetustus et rubens[27].
- La variété erythropus (Neoboletus erythropus var. erythropus) est la variété type[28].

## Habitat et distribution

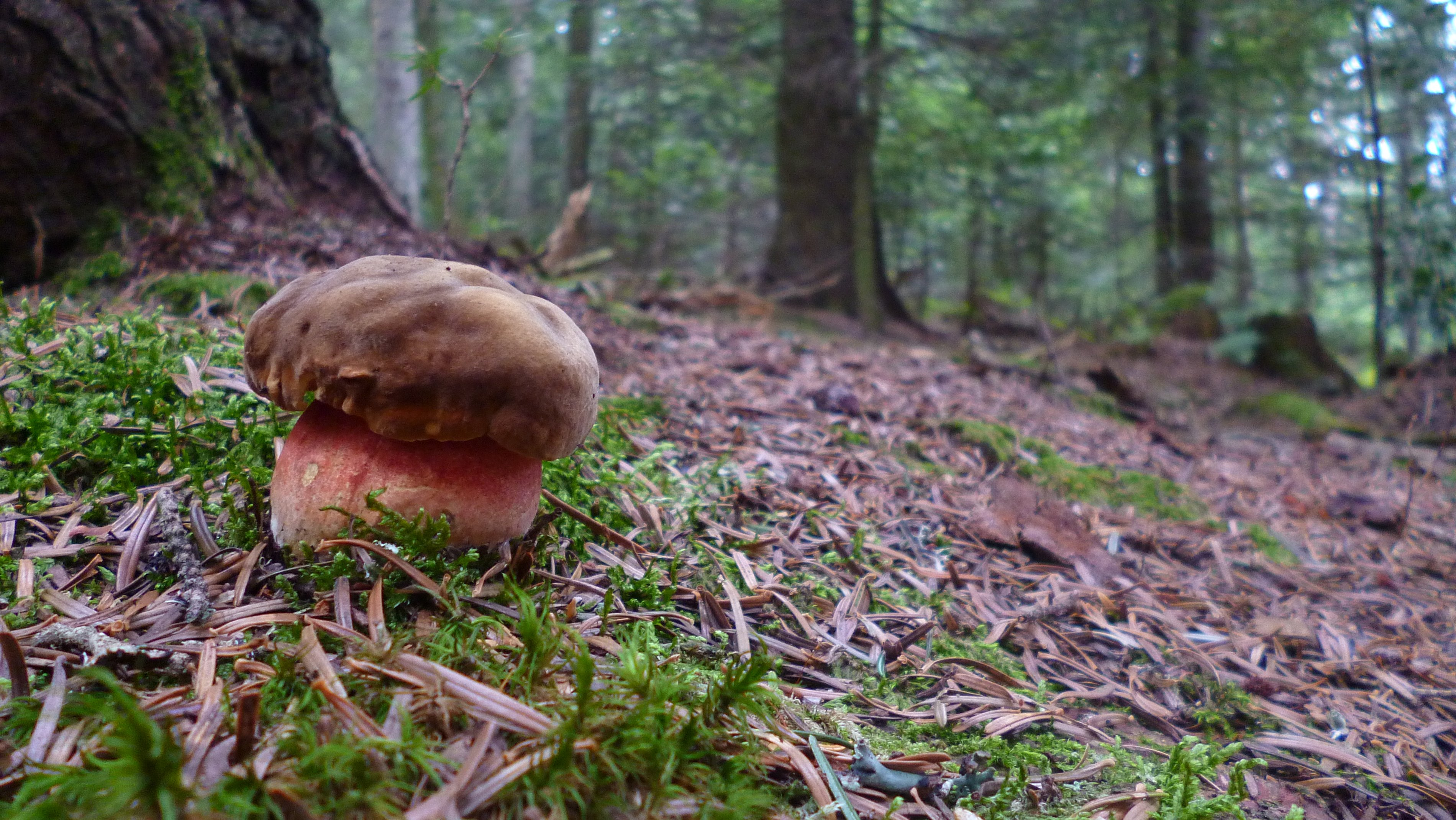
Bolet à pied rouge dans une forêt de conifères.

Le Bolet à pied rouge est un champignon ectomycorhizien, poussant sur le sol dans les bois, aussi bien sous les résineux que sous les feuillus, surtout sous les Épicéas, les Sapins, les Pins, les Chênes et les Hêtres. Il affectionne les sols acides, non calcaires ; il n'est pas rare en montagne, dans le sous-bois ou en association avec des plantes comme les Myrtilles. D'autres plantes indicatrices de l'espèce sont les Fougères, les Mousses et la Canneberge. Le Bolet à pied rouge préfère les climats tempérés et les sols humides.
Il peut se développer dès la fin du printemps jusqu'à la fin de l'automne, de juin jusqu'en novembre. Poussant dans l'hémisphère nord, c'est un champignon assez cosmopolite, on le retrouve un peu partout sur le globe dans les forêts d’Europe, d’Asie et d’Amérique du Nord.

## Comestibilité
C'est un champignon comestible - et même excellent, égal ou supérieur aux Cèpes pour certains, mais à condition de prendre la précaution de bien le cuire  car, tout comme les Morilles ou la Golmotte, il est toxique à l'état cru, mal cuit ou séché, pouvant entrainer des intoxications gastrointestinales de type gastro-entérite s'il n'est pas suffisamment cuit. Il contient des substances hémolytiques, mais ces substances, à l'origine de cette toxicité, sont thermolabiles, elles sont détruites par une cuisson prolongée. Les guides recommandent 15 à 20 minutes de cuisson afin de s'assurer que toutes les toxines soient bien détruites par la chaleur, une cuisson à feu fort ou vif pourra nécessiter un peu moins de temps. Dans tous les cas, il faut que toutes les parties coupées du champignon atteignent une température d'ébullition, il faut bien veiller à ce que la cuisson du champignon soit complète et totale.
Généralement considéré comme le meilleur (et le plus populaire) des Bolets à chair nettement bleuissante, il présente l'avantage d'avoir une chair toujours ferme et d'être peu attaqué par les vers. Il est conseillé de le trancher finement afin que sa cuisson correcte soit assurée. Sa texture est croquante. Le pied peut être fibreux quand il est vieux. La couleur bleue de la chair disparait totalement à la cuisson. En Suisse (2020), il est répertorié comme une espèce qui ne peut être mise sur le marché que si elle répond à l'exigence de l'indication d'une cuisson d'au moins 20 minutes.

## Confusions possibles

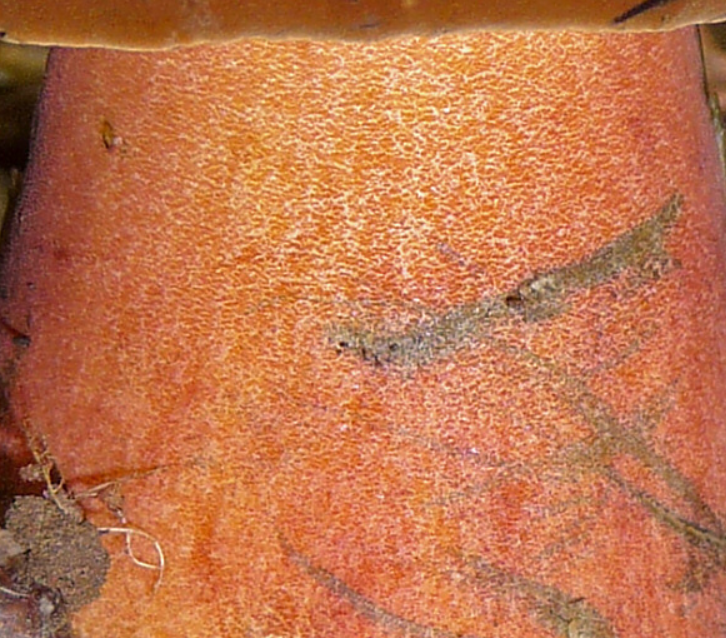
Ponctuations sur la surface du pied du Bolet à pied rouge. Le pied (stipe) est dit ponctué. C'est la principale caractéristique pour le différencier de la plupart des autres espèces ressemblantes.

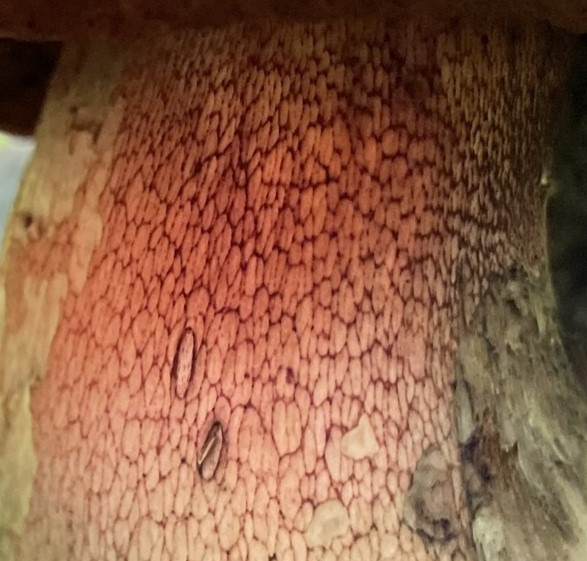
Réseau sur la surface du pied du Bolet satan. Le pied (stipe) est dit réticulé. C'est une caractéristique permettant de facilement le séparer du Bolet à pied rouge, en plus de la couleur blanche de son chapeau.

Le Bolet à pied rouge est souvent délaissé de peur de le confondre avec d'autres bolets bleuissants toxiques, ou alors en étant pris lui-même pour une espèce toxique pour cause de ses teintes rouges et sa chair vivement bleuissante. En réalité, même si ses couleurs sont impressionnantes, elles ne sont en rien un gage de non-comestibilité ou de toxicité, contrairement à ce que la croyance populaire peut laisser à penser.

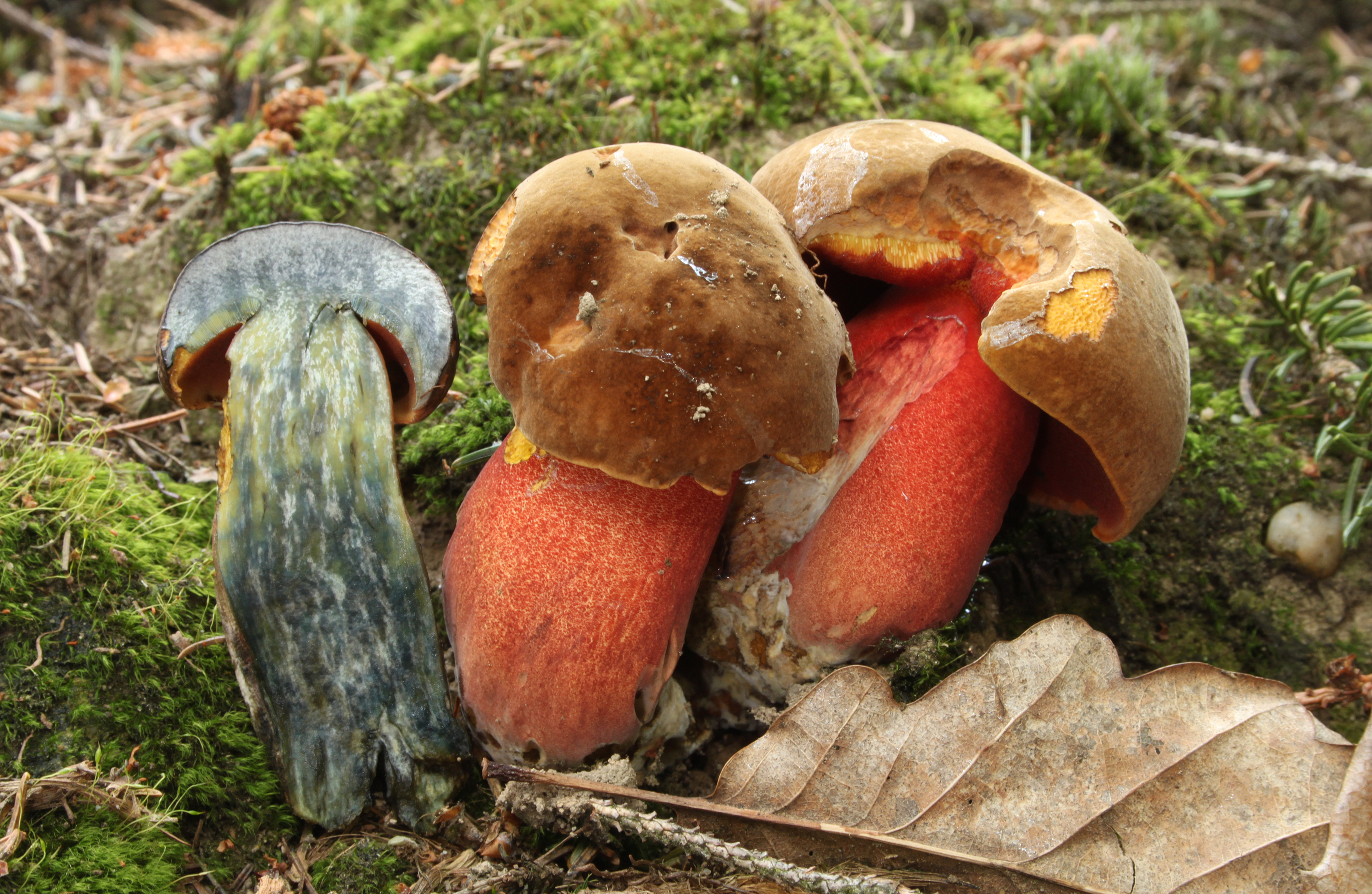
Bolet à pied rouge (Neoboletus erythropus)

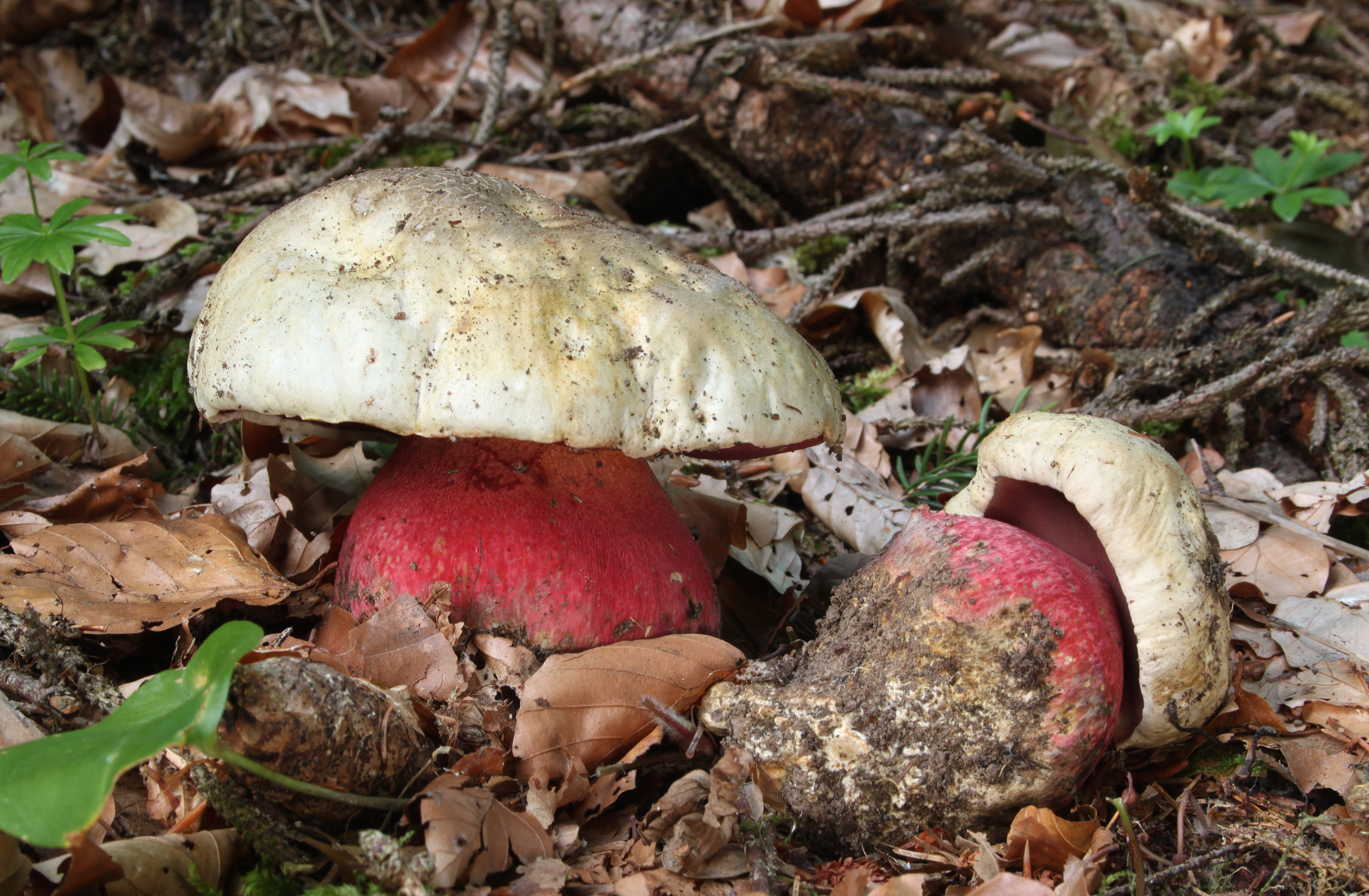
Bolet Satan (Rubroboletus satanas)

On le prend souvent pour le toxique  Bolet Satan (Rubroboletus satanas), ou bien on craint de le confondre avec. Mais cette crainte origine plus d'une frayeur collective ou d'une idée reçue que d'un réel danger de confusion entre ces deux espèces. Les deux espèces sont facilement séparables si on connait les bons critères. Bien que le Bolet à pied rouge possède un pied et des pores rougeâtres comme R. satanas, ce dernier a un chapeau clairement blanchâtre, blanc mastic, alors que N. erythropus a un chapeau nettement brunâtre foncé à marron chocolat. Un autre critère morphologique intégralement fiable pour séparer les deux espèces est l'ornementation de leur pied (stipe). La surface du pied de N. erythropus est ornée de ponctuations, de très petites et fines mouchetures plus au moins conglomérées sur tout la surface, alors que celui de R. satanas est orné d'un réseau, une sorte de fin maillage étendu. On peut également noter une odeur nauséabonde pour les spécimens de R. satanas matures, une taille généralement bien plus imposante (R. satanas est le plus grand des bolets d'Europe), et un bleuissement de la chair modéré, bleu ciel, alors que N. erythropus bleuit intensément à la coupe, bleu marine. Enfin, R. satanas est une espèce franchement rare, thermophile et méridionale, poussant sous feuillus sur sol calcaire, inversement N. erythropus est une espèce commune, assez largement répartie, préférant les sols acides, poussant sous feuillus ou sous conifères. 
On peut cependant mentionner qu'une espèce proche du Bolet Satan,  le Bolet rouge sang (Rubroboletus rubrosanguineus), ressemble un peu plus au Bolet à pied rouge. Cette espèce, également toxique, possède un chapeau plus sombre que celui de R. satanas ; grisâtre rougeâtre. Néanmoins, R. rubrosanguineus est aussi orné d'un réseau sur son stipe, rendant la différenciation simple avec N. erythropus de la même façon. Il s'agit d'une espèce rare, mais montagnarde, poussant sous épicéas, pertinente à mentionner dans le sens où elle peut se retrouver en compagnie du Bolet à pied rouge dans cet habitat qu'il affectionne lui aussi. Dans ce style d'autres espèces toxiques proches de R. satanas et ressembant beaucoup à ce dernier, on pourrait aussi mentionner  le Bolet rouge et jaune (Rubroboletus rhodoxanthus),  le Bolet chicorée (Rubroboletus legaliae) et  le Bolet cuivré (Imperator luteocupreus). Ces autres bolets toxiques très similaire à R. satanas, ayant chacun leur milieu de préférence et leurs subtilités morphologiques, peuvent se ranger avec ce dernier concernant leur éventuelle confusion avec N. erythropus, leur réseau éliminant d'office de la même façon la possibilité qu'il puisse s'agir du Bolet à pied rouge.
Si l'on retient les simples critères de l'ornementation du pied et de la couleur du chapeau, le Bolet Satan n'est pas une espèce que l'on peut inclure avec beaucoup de gravité dans la liste des confusions possibles du Bolet à pied rouge, il s'en distingue finalement ainsi assez facilement. La crainte des cueilleurs par rapport à cette espèce vient plus de son statut d'espèce de Bolet toxique la plus connue plutôt que d'un réel danger légitime de confusion. Même si la confusion avec R. satanas est difficilement réalisable, il faut tout de même prendre garde aux confusions lors de l'identification de N. erythropus. En effet, le Bolet à pied rouge peut être plus facilement confondu avec les espèces suivantes :
- Le Bolet blafard (Suillellus luridus), pour lequel un risque de confusion plus conséquent existe. Son chapeau typiquement brunâtre possède une variabilité de couleur assez importante pour parfois devenir aussi sombre que celui de N. erythropus. Cependant, les pores du Bolet blafard sont généralement orangés et son pied est brunâtre. Il possède lui aussi un réseau sur son pied, beaucoup plus saillant que celui de R. satanas par ailleurs, contrairement au Bolet à pied rouge qui a un pied ponctué, rendant de la même façon la différenciation fiable grâce à ce caractère. Sa comestibilité est la même que celle du Bolet à pied rouge, comestible sous réserve d'une cuisson complète, lui aussi toxique cru ou mal cuit. Une espèce très proche du Bolet blafard peut être listée avec lui, partageant sa comestibilité ;  le Bolet menteur (Suillellus mendax), aux pores et pied plus rouges, ressemblant encore plus à N. erythropus, cependant S. mendax est typiquement orné d'un réseau sur la moitié supérieure de son pied.
- Le Bolet à pied jaune (Neoboletus xanthopus), qui est l'espèce sœur du Bolet à pied rouge, est extrêmement difficile, voire impossible, à distinguer macroscopiquement de N. erythropus, dont la comestibilité est identique. Plutôt rare, ce sosie décoloré marbré de jaunâtre est plus méditerranéen, affectionnant les forêts thermophiles de feuillus. La confusion est d'autant plus facile lorsque N. erythropus se présente sous un de ses aspects décolorés le rendant brun-jaunâtre.
- Le Bolet de Quélet (Suillellus queletii), quant à lui ne possède pas de réseau, mais un pied lisse ou ponctué comme celui de N. erythropus. Cependant, son chapeau est brunâtre orangé, ses pores sont jaunâtres à orangeâtres et son pied est jaunâtre brunâtre. Il se distingue surtout par une zone de couleur betterave à la base de son pied. Il est également toxique cru mais comestible bien cuit.
- Le Bolet à beau pied (Caloboletus calopus), ressemble beaucoup à R. satanas, hormis pour ses pores jaunes et non pas rouges. Bien que son pied soit orné d'un réseau et que son chapeau soit blanchâtre, ce qui le différencie facilement de N. erythropus, il est pertinent de le mettre dans les confusions possibles dans le sens où ce dernier partage l'habitat typique du Bolet à pied rouge, notamment en zone montagnarde. À première vue en forêt, son chapeau brunâtre pourrait faire penser à celui de N. erythropus, cependant, une fois cueilli, la couleur des pores et le réseau écartent tout doute. Amer, non comestible, potentiellement émétique.

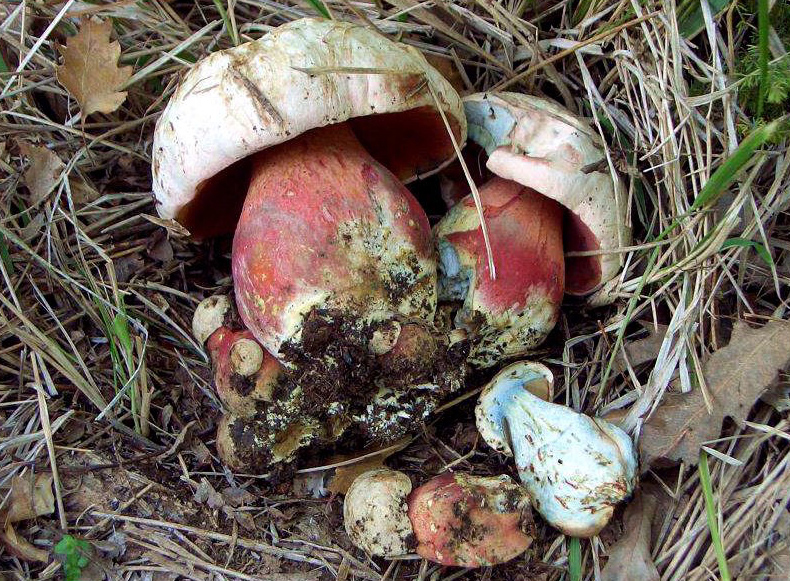
Le Bolet Satan (Rubroboletus satanas), chapeau blanchâtre, pores rouges, pied rougeâtre orné d'un fin réseau. Modérément bleuissant.
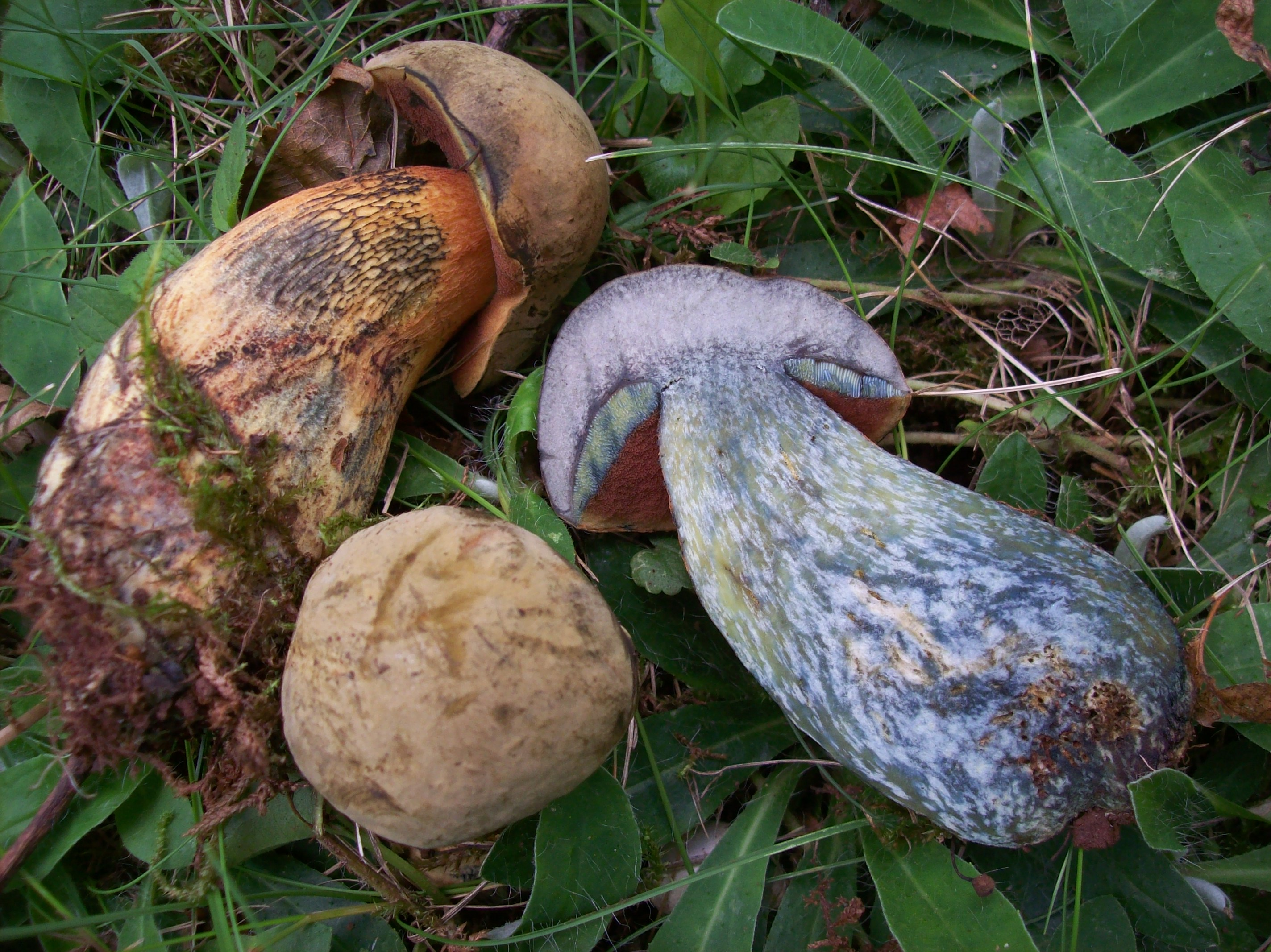
Le Bolet blafard (Suillellus luridus), au chapeau brunâtre, aux pores orangés et au bleuissement intense. Son pied est nettement réticulé.
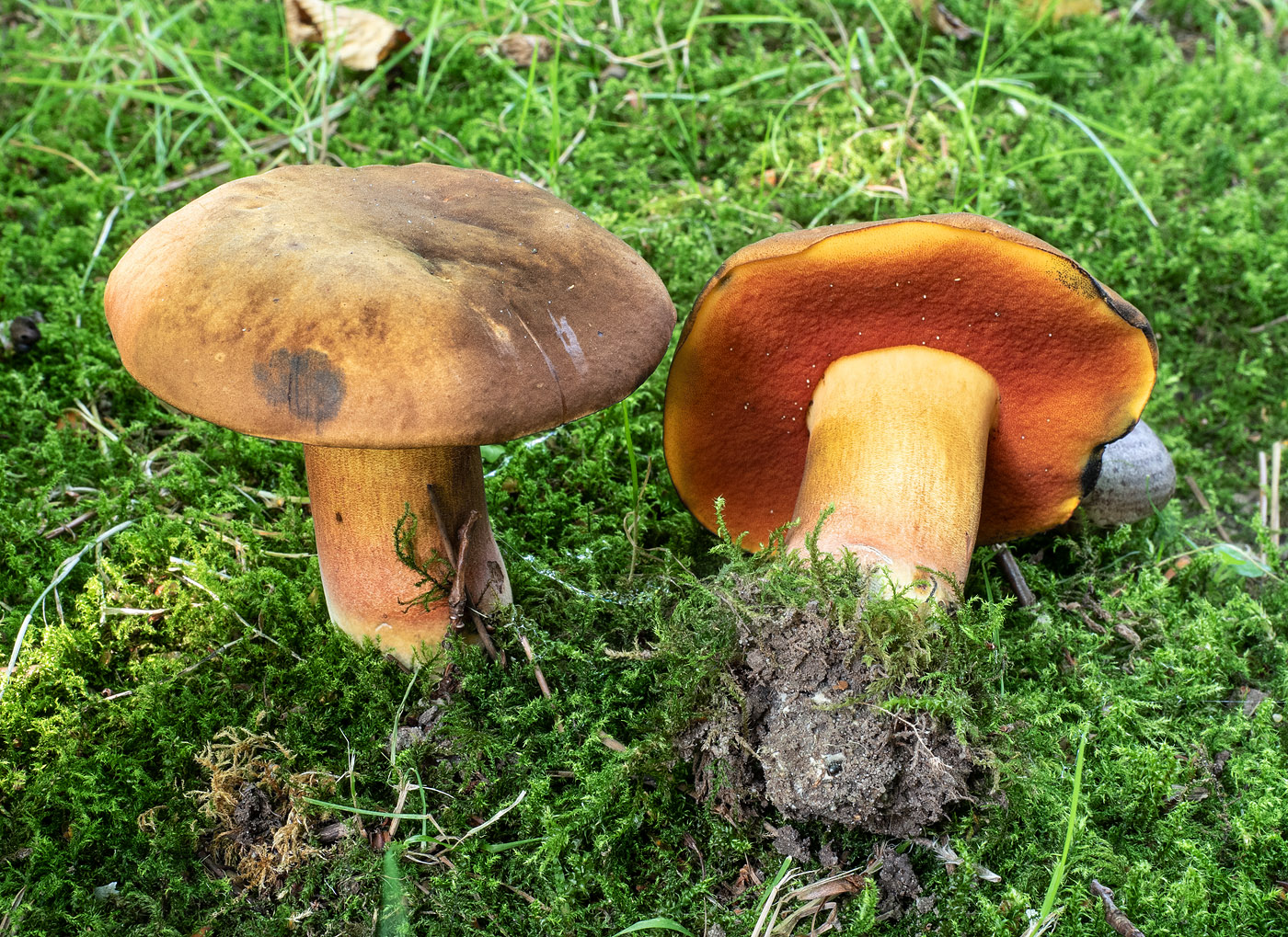
Le Bolet à pied jaune (Neoboletus xanthopus), couleurs variables, plus pâle jaunâtre que N.erythropus. Bleuissement intense et pied ponctué.
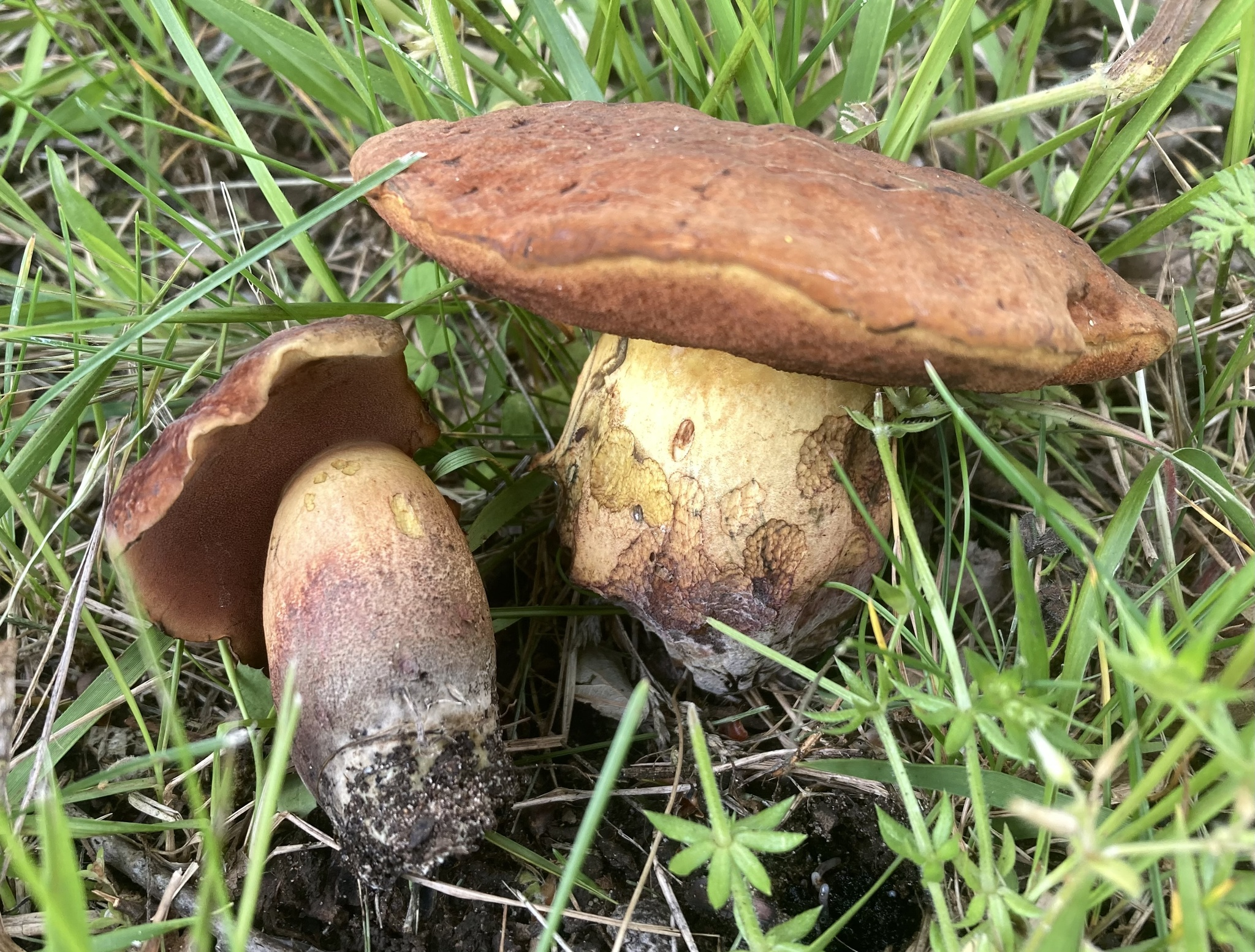
Le Bolet de Quélet (Suillellus queletii), chapeau brunâtre orangé, pores orangeâtres, pied jaunâtre lisse, base betterave et bleuissement intense.
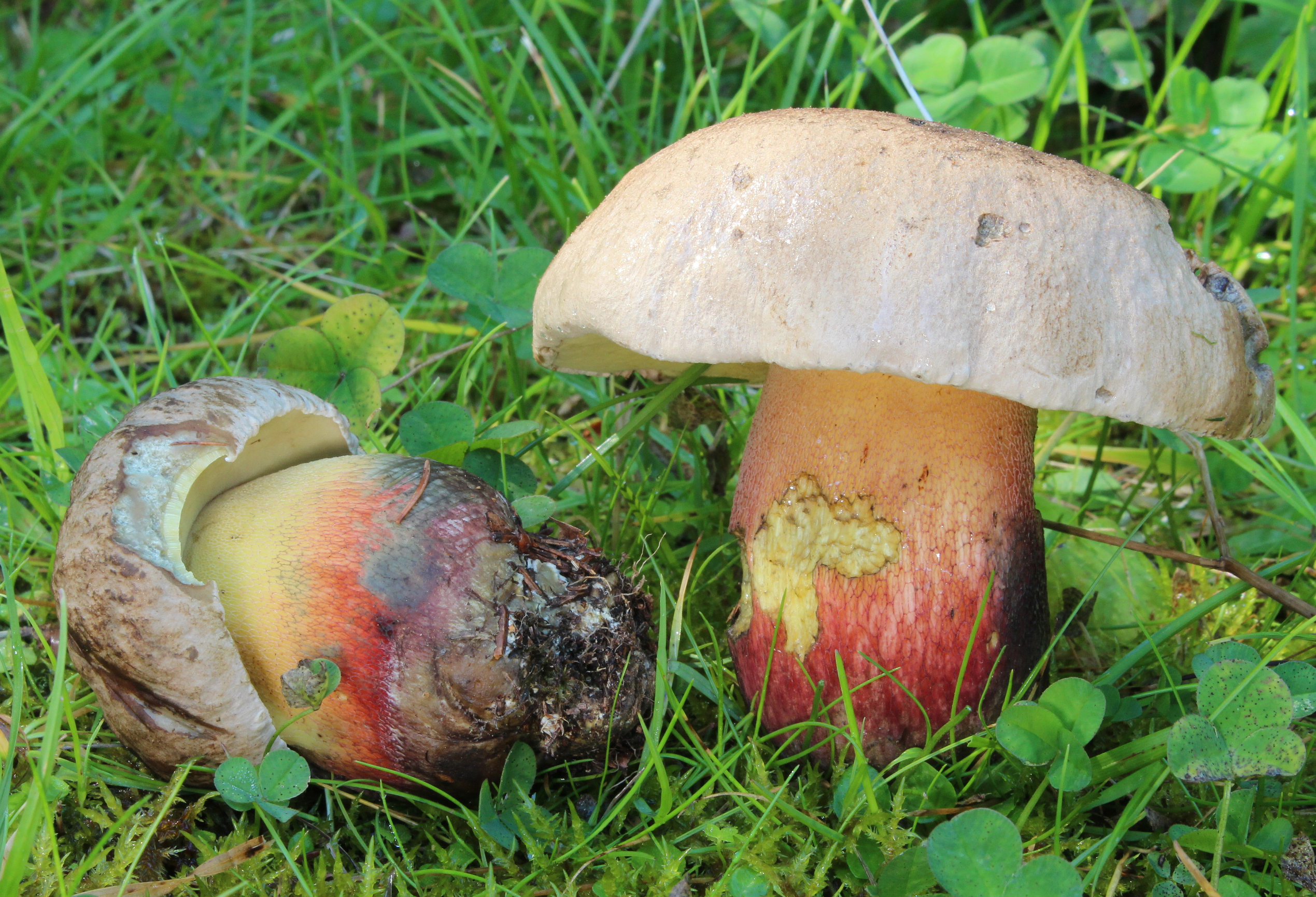
Le Bolet à beau pied (Caloboletus calopus), au chapeau brunâtre, aux pores jaunes, au pied jaune et rouge orné d'un réseau et à la chair amère. Modérément bleuissant.